# Velika severna vojna
Velika severna vojna – tudi velika nordijska vojna – je bila vojna za prevlado na območju Baltskega morja v severni, srednji in vzhodni Evropi med leti 1700 in 1721. 
Tri zaveznice, Rusko cesarstvo in dve osebni uniji Saška-Poljska in Danska-Norveška, so marca 1700 napadle Švedsko kraljestvo, ki mu je kraljeval osemnajstletni kralj Karl XII. Kljub neugodnemu izhodiščnemu položaju je švedski kralj sprva zmagoval, tako da mu je uspelo iz vojne izločiti Dansko-Norveško (1700) in Saško-Poljsko (1706). Ko pa se je leta 1708 odločil, da v še enem poslednjem pohodu premaga Rusijo, je v bitki pri Poltavi julija 1709 doživel uničujoč poraz, in z njim tudi preobrat vojne sreče. 
Danska in Saška, spodbujeni ob porazu njunega nekdanjega nasprotnika, sta ponovno vstopili v vojno proti Švedski. Odtlej pa do konca vojne so zavezniki ohranili pobudo in Švede prisilili v obrambo. Šele ko je švedski kralj, nerazumno obseden z vojno, jeseni 1718 padel med obleganjem Frederikshalda na Norveškem, se je vojna, v kateri Švedska ni imela več kakršnegakoli upanja na zmago, lahko končala. Pogoji mirovnih pogodb iz Stockholma, Frederiksborga in Nystada so pomenili konec Švedske kot evropske velesile in sočasni vzpon Petra I. ter leta 1721 ustanovljenega ruskega cesarstva.

## Predzgodovina

### Vzpon švedske velesile
Od 16. V 19. stoletju je boj za Dominium maris Baltici, to je za prevlado nad Baltiškim morjem, pomenil gonilno silo v zgodovini severovzhodne Evrope in ji dal svoj pečat. Začetek bojev sega nazaj v srednji vek, vzrok so jim bila v prvi vrsti prizadevanja za nadzor nad naravnimi bogastvi obalnih dežel.

 Pehanje za Dominium maris Baltici, torej vladavino nad območjem Baltskega morja, je bilo povod za številne oborožene spopade med že pred veliko nordijsko vojno. Vzroki zanjo so bili raznoliki. V številnih vojnah proti danskemu kraljestvu (sedem vojn) in Poljsko-Litvi (pet vojn) ter ruskemu carstvu (štiri vojne) in v vojnah proti Brandenburgu in Prusiji je Švedska bila večinoma zmagovita, uspela je si priboriti premoč na območju Baltskega morja in jo od leta 1660 dalje braniti.
Švedska je kot garant Vestfalskega miru uradno postala evropska velesila leta 1648, potem ko je ruskemu cesarstvu že leta 1617 s premirjem v Stolbovu zaprla dostop do Baltskega morja. Vendar je novi, v tridesetletni vojni pridobljeni položaj Švedske evropske velesile stal na šibkih nogah. Švedsko matično področje (v bistvu današnja Švedska in Finska) je imelo razmeroma malo prebivalstva s komaj dva milijona prebivalcev in s tem le kako petino, če ne samo desetino prebivalcev drugih držav Baltskega morja (med drugimi Sveto rimsko cesarstvo, Poljska-Litva ali Rusija). Ožja Švedska je imelo ozko gospodarsko osnovo. Velika moč Švedske je v veliki meri temeljila na izjemni moči njene vojske. Za njihovo financiranje se je Švedska močno zanašala na vire dohodka, kot so bile na primer pristaniške carine velikih baltskih pristanišč, kot so Riga (največje mesto v švedskem Baltiku), Wismar ali Stettin (v švedski Pomeraniji), pa tudi rečne carine na rekah Elbi in Weser. 
Druga nordijska vojna se je začela leta 1655 in končala s premirjem v Olivi leta 1660. V tej vojni je Karl X Gustav prisilil poljskega kralja Ivana II. Kazimirja, pravnuka švedskega kralja Gustava I. in zadnjega živega člana dinastije Vasa, da se odpove švedskemu prestolu, Dansko pa, da se odreče neomejeni oblasti nad ožino Sund. Tako kot v tridesetletni vojni je tudi v naslednjih letih Francija Švedsko zunanjepolitično podpirala in ji s podporami pomagala ohranila svojo posest. 
Še posebej Švedska se je morala bati povojnih razmer, ker že med mirovnimi pogajanji skorajda ni bilo mogoče prezreti revizionističnih teženj sosed Danske, Brandenburga, Poljske in Rusije, ki jih je prizadelo širjenje Švedske. Zapuščina vojaškega obdobja in vzpon v velesilo sta v obdobju miru po letu 1660 pomenila breme: za naloge zunanjepolitične zaščite, ki je zahtevala obsežno vojaščino v lastni državi, je Švedska s svojimi tedanjimi strukturami še vedno bila v zelo neugodnem položaju. Po porazu proti Brandenburgu in Prusiji leta 1675 v bitki pri Fehrbellinu je vprašljivi položaj Švedske postala jasen tudi tujiini. Iz tega razloga je Karel XI. leta 1680 sklical parlament Začele so se pomembne reforme v državi in vojski: s pomočjo kmetov, državljanov, častnikov in nižjega plemstva je plemstvo bilo prisiljeno vrniti nekdanja posestva krone, parlament je bil degradiran v posvetovalno telo kralja, kralj je prevzel zakonodajo in zunanjo politiko, ki je bila dotlej bila v rokah parlamenta. Kralj je postal absolutni samodržec. Po političnih reformah se je Karel XI. lotil obsežne in nujno potrebne reorganizacije vojske. Svojemu sinu in nasledniku Karlu XII. je Karl XI. 1697 zapustil reformirano absolutistično državo, velesilo z reorganizirano in učinkovito vojsko.

### Nastanek trojnega zavezništva
Ena od nalog švedske diplomacije je bila obdržati nadzor nad Dansko in Poljsko s pogodbenimi pozavarovanji z Rusijo, tako da Švedska izogne obkrožanju. V naslednjem obdobju diplomacija Bengta Oxenstierne te nevarnosti ni mogla več preprečiti. 
Konec 17. stoletja so se v severovzhodni Evropi pojavile naslednje prelomnice: Danska se je s položaja prevladujoče države v Skandinaviji skrčila v srednje močno silo z omejenim vplivom; zavedala se je, da je njen nadzor nad preostalimi dostopi v Baltik ogrožen. Čeprav so bile carine na tuje ladje glavni vir dohodka za kraljestvo, je bila nevarnost vmešavanja od zunaj ves čas prisotna. Sporno vprašanje med Dansko in Švedsko je bilo vprašanje Gottorfovih deležev v vojvodini Holstein in predvsem v vojvodini Schleswig. Leta 1544 so vojvodini razdelili na delež kralja, delež hiše Gottorf in delež pod skupno upravo. Holstein je ostal cesarski, Schleswig pa je postal danski fevd. Ob premirju v Roskilde 1658 so deleže Gottorfov, zaveznikov Švedske, v vojvodini Schleswig odvezali od danske fevdalne odvisnosti. Danska zunanja politika, ki jo je z dveh strani ogrožala zveza Gottorfov s Švedi, je odstopljena ozemlja skušala ponovno priključiti. Neodvisnost podvojvodine Schleswig-Holstein-Gottorf je zagotavljala edinole švedska vlada, ki je računala na to, da bo v primeru vojne proti Danski imela strateški razlog za pohode in napade svojih čet na dansko celino. Druga sporna točka med Dansko in Švedsko so bile pokrajine Schonen (Skåne), Blekinge in Halland, ki so bile v preteklosti osrednji deli danske države, Švedski pa so pripadle z Roskildskim mirom leta 1658. V teh novo osvojenih provincah je Švedska strogo zatrla vsa prizadevanja v dobro Danske. Spor o pripadnosti Skåne je že leta 1675 pripeljal Dansko do konec koncev neuspešnega vstopa v nordijsko vojno med 1674 in 1679. 
V Rusiji se je car Peter I. (1672–1725) začel svojo državo odpirati proti zahodni Evropi. Pogoj za uspeh je po njegovem prepričanju bil neoviran dostop na morja sveta. V Baltiku je Švedska obvladovala pristope v Vzhodno morje in k ustjem rek Neve in Narve. Črno morje je obdano s celino ponujalo le omejen dostop na morja, saj so Osmanski Turki nadzorovali Bospor. Rusija je lahko trgovala z ostalo Evropo po morju samo prek pristanišča Arhangelsk v Severnem oceanu. Čeprav je lahko nudila rudo, krzno in surovine, Rusija brez ustreznega dostopa do morij ni mogla uspešno trgovati z Zahodom.
Volilni knez Friedrich August Saški (1670–1733) je bil leta 1697 kot Avgust II izvoljen za poljskega kralja (in s tem tudi za vladarja Litve, glej Saška-Poljska). Ker je plemstvo imelo močan vpliv, si je Avgust II prizadeval pridobiti njih spoštovanje, premakniti razmerje moči v svojo korist in kraljestvo spremeniti v dedno monarhijo. Svetoval mu je Johann Reinhold von Patkul (1660–1707), ki je pobegnil iz švedske Livonije. Bil je mnenja, da mu bo ponovna osvojitev nekoč poljskemu Avgustu pomagala do prestiža. Livonsko plemstvo bi to potezo pozdravilo in se uprlo švedski oblasti. Pod kraljem Karlom XI. (1655–1697) je prišlo do tako imenovanih redukcij, s katerimi so dele zemljišč v lasti plemstva prepisali na krono. Ta praksa je zlasti v Livoniji naletela na odpor baltskega nemškega plemstva, tako da so njeni voditelji zaradi tega iskali tujo pomoč. 

 Mladi kralj Karel XII. Švedski je preživel skoraj celo življenje na bojišču. Kot majhen prestolonaslednik je že pri štirih letih dobil lastnega konja in začel intenzivnim šolanjem; pri sedmih je že prevzel svoj polk. Na dan kronanja novembra 1697 ga ni kronal pastor, ampak se je kronal sam; ob tem je spil morje alkohola in se na malo čuden način zabaval s stavami, kdo od tekmecev bo najbolj elegantno prerezal teletu vrat.

 Med tremi možnimi nasprotniki Švedske je kmalu po ustoličenju komaj 15-letnega Karla XII. (1682–1718) prišlo do zavezništvo. Mladi kralj je že v prvem letu vladavine svojega tasta Friedricha IV. (1671–1702), vojvodo Schleswig-Holstein-Gottorf, postavil za vrhovnega poveljnika vseh švedskih čet v Nemčiji in mu dal nalogo, da izboljša obrambo podvojvodine Gottorf. Te očitno vojaške priprave so dale povod za prva zavezniške pogovore med Saško-Poljsko in Rusijo junija 1698. Avgusta 1698 sta se v Rawi sestala car Peter I. in kralj Avgust II in sklenila skupaj napasti Švedsko. Na pobudo Patkula je končno prišlo 11. novembra jul. / 21. novembra greg. 1699 na srečanju v Preobraženskem do formalnega dogovora o zavezništvu med Saško-Poljsko in Rusijo. 12. novembra jul. / 3. decembra greg. je bil sklenjen še en sporazum, tokrat med carjem Petrom I. in kraljem Friedrichom IV Danske (1671-1730) Danska je sklenila obrambno zavezništvo s Saško marca 1698. Nobena od teh pogodb ni izrecno omenjala Švedske kot cilja teh sporazumov. Pogodbene stranke so zgolj obvezale, da bodo zagotovile pomoč v primeru napada ali v primeru, da trgovino ene od podpisnic ovira tretja država. Poleg tega je dal car Peter vstaviti klavzule, po katerih je bil na določbe pogodb vezan šele po mirovnem sporazumu med Rusijo in Osmanskim cesarstvom (→ rusko-turška vojna (1686–1700).

## Obramba Švedske pred napadi zaveznikov (1700)

### Saški in danski napadi
Da bi zavzel Livonijo in njeno glavno mesto Rigo, je 12. februarja 1700 general Jacob Heinrich von Flemming napadel Livonijo na čelu približno 14.000 saških vojakov.  Generalni guverner Livonije je bil feldmaršal grof Erik von Dahlberg, slovitii graditelj švedskih trdnjav, s katerimi je odlično zavaroval svojo prestolnico. Glede na močnega obzidja Rige so Sasi najprej zavzeli sosednje mesto Dünamünde (13.-15. marca 1700), kI ga je Avgust II. nemudoma preimenoval v Augustusburg.  Nato so saške čete obkolile Rigo, vendar ne da bi resno napadle trdnjavo. Po osmih tednih pa so Dahlbergovi Švedi prevzeli pobudo in v bitki pri Jungfernhofu (6. Maj 1700) premagale Sase. Saške čete so se umaknile čez Dvino in sprva čakale na okrepitev. Avgust II je nove sile pod vodstvom generala feldmaršala Adama Heinricha von Steinaua, ki so prispele junija 1700, osebno spremljal. Steinau je julija znova prešel v napad, pri Jungfernhofu porazil švedski odred pod vodstvom generala Otta Vellingka in začel resno oblegati Rigo. Ko pa se obleganje nikamor ni premaknilo, se je saška stran odločila, da bo najprej zavarovala večje dele Livonije. Zaradi tega so jeseni začeli z obleganjem gradu Kokenhusen in ga oktobra 1700 zavzeli. Potem so Saši odšli v svoja prezimovališča v Kurlandiji.  Švedske čete v Livoniji so v glavnem rekrutirale med Estonci, Latvijci in Finci in so bile sprva brez podpore. Vendar jim je prišlo prav dejstvo, da se livonsko plemstvo švedski oblasti ni uprlo. Namesto tega je med saško invazijo prihajalo do kmečkih uporov, zaradi česar so se plemiči toliko bolj nagibali k švedski kroni.
Medtem je 11. Marca 1700 tudi danski kralj Friedrich IV. napovedal vojno Švedski. Danski korpus s 14.000 vojaki je že stal na Travi pod poveljstvom vojvode Ferdinanda Wilhelma von Württemberg. Te čete so 1. marca 1700 začele s pohodom, zasedle več krajev v Holstein-Gottorfu in 22. aprila 1700 obkolile Tönnin. Med obleganjem je Tönning od 26. aprila dalje obstreljevla artilerija. Medtem sta na Zelandiji ostala le dva konjeniška polka, en mornariški polk in dva bataljona pehote. Zaščita danskih osrednjih območij pred Švedsko je bila glavna naloga danske flote, ki je maja izplula z 29 linijskimi ladjami in 15 fregatami. Poveljeval ji je mladi Ulrik Christian Gyldenløve z nalogo, da kroti švedsko floto v Karlskroni; ukazano mu je bilo, da Švede, če jo uberejo proti danskemu ozemlju, takoj napade. Maja 1700 pa se je švedska vojska zbrala iz polkov v švedskem Pomorjanskem in Bremen-Verdnu pod poveljstvom feldmaršala Nilsa Karlssona Gyllenstierne. Od poletja dalje jih je podpiral tudi nizozemsko - hanoverski pomožni korpus. Vojaki so se združili pri Altoni in hiteli razbremeniti Tönning. Vojvoda Württemberg je zato 2. junija odnehal z obleganjem mesta in se izognil bitki s švedskimi četami. 

### Švedska protiofenziva na Pomorjanskem
V prvi fazi je bila Švedska zaradi svojih začetnih uspehov v veliki meri sposobna vplivati na razvoj vojnih dogodkov. Osrednji odri vojne so bili predvsem Saška-Poljska, dotedanja švedska Livonija in pa Estonija, ki ju je ruska carska vojska v ločeni stranski vojni osvojila do leta 1706.
Na Švedskem ¨so medtem vzpostavili vojno pripravljenost vojske in mornarice. Zaposlili so okoli 5000 novih mornarjev, s čimer je flota pod vodstvom admirala Hansa Wachtmeisterja povečala svojo moč na 16.000 mož. Poleg tega so v švedskih pristaniščih za prevoz vojaških sil zasegli vse trgovske ladje.  Švedska je imela v Baltskem morju skupno 42 linijskih ladij, Danska samo 33.  Vojsko so prav tako hitro dodatno oborožili. Z naborom so mobilizirali krajevne polke in ustanovili večje število novih enot. Vojaške enote so kmalu štele skupaj 77.000 mož. Švedska je junija dobila dodatno podporo z anglo-nizozemsko floto 25 ladij, ki sta jo vodila admirala George Rooke in Philipp van Almonde. Pomorske sile so bile zaskrbljene zaradi bližnje smrti španskega kralja, ki bi začela evropsko nasledstveno vojno. Glede na to negotovo situacijo niso bile pripravljene dovoliti, da bi dansko-švedska vojna ogrozila njihovo trgov ino in pomembne oskrbovalne poti v Baltskem morju. Iz tega razloga so se odločile Švedski proti danskemu napadalcu stati ob strani. 
Sredi junija 1700 je bila anglo-nizozemska flota pred Göteborgom, Karl XII. pa je 16. junija s švedsko floto izplul iz Karlskrone. Da bi preprečila združitev nasprotnikov, je danska flota sidrala v Oresundu med obema flotama. Karl pa se je s svojo floto odločil za ozko plovno pot ob vzhodnem bregu in se kmalu združil z zavezniško floto. Zdaj so imeli zavezniki več kot 60 ladij in bili skoraj dvakrat močnejši od dancev. Danski admiral Gyldenløve se je zato odločil, da se umakne in izogne morski bitki. Tako so se 25. julija lahko prve švedske čete pod zaščito svojih ladijskih topov izkrcale v Zelandiji. Ob začetku avgusta 1700 so imeli na kopnem že približno 14.000 mož, Danska pa manj kot 5000 vojakov. Švedi so hitro obkolili Kopenhagen in ga začeli bombardirati. Kralj Friedrich IV. je izgubil nadmoč na morju in njegova vojska je bila daleč na jugu v Holstein-Gottorpu, kjer so se boji zanj ravno tako neugodno razvijali. Ni imel druge možnosti, kot da se sporazume s Karlom. Dne 18 Avgusta 1700 sta vladarja podpisala Traventhalski mir, ki je obnovil status quo ante. 

### Napad na Narvo
Prvotno so se zavezniki dogovorili, da mora Rusija začeti vojno proti Švedski takoj, ko sklene mir z Osmanskim cesarstvom, po možnosti aprila 1700. Toda mirovna pogajanja so se zavlekla in Peter I. je kljub pozivu Avgusta II. okleval, vplesti se v vojno. Sporazum z Osmani je bil sklenjen šele sredi avgusta 1700 in 19. avgusta je Peter I. napovedal vojno Švedski. Vendar je to storil ob popolni nevednosti dejstva, da je dan prej Danska, pomembna zaveznica, že izpadla iz koalicije. V poročilu z dne 3. marca je nizozemski odposlanec septembra takole zapisal: »Ko bi ta novica prispela štirinajst dni prej, zelo dvomim, da bi njegovo cesarsko Veličanstvo napovedalo vojno švedskemu kralju in svojo vojsko poslalo proti Švedom."
Vendar je Peter I. že poleti 1700 na švedskih mejah zbral vojsko, v glavnem iz mladih nabornikov, usposobljenih po zahodnoevropskem vzoru. Oborožene sile, ki so jo vodili generali Golowin, Weide in Repnin, so štele tri divizije. Pridružilo se jim je še 10.500 vojakov kozaške vojske, tako da je celotna oborožena sila znašala kakih 64.000 mož. Vendar se je njih velik del še vedno nahajal v notranjosti države. Ruska predhodnica je sredi septembra vstopila na švedsko ozemlje. Oktobra 1700 je glavnina ruske vojske z okoli 35.000 vojaki začela oblegati Narvo. Peter I. je pred vojno zase zahteval Ingrijo in Karelijo, da si zagotovi varen dostop do Baltika. Narva je bila od ruske meje oddaljena le 35 kilometrov, vendar v Livoniji, ki si jo je lastil Avgust II. Zavezniki zato niso zaupali carju, bali so se, da hoče Livonijo osvojiti zase. Trije razlogi pa so bili v prid Narvi kot tarči ruskega napada: bila je južno od Ingrije in bi lahko Švedom bila vrata v to deželo, bila je nedaleč od ruskih meja in je bila zato logistično razmeroma lahko dostopen cilj in pomemben razlog je ne nazadnje bil, da je skoraj vsa ruska trgovina z zahodom potekala prek Rige in Narve in da car ni hotel, da bi Avgust II imel obe mesti.
Karll XII. se je medtem 24. avgusta 1700 umaknil z Danskega. Odtlej je pripravljal na jugu Švedske odpravo v Livonijo. da se sooči s saškimi četami. Kljub temu, da so se bližale jesenske nevihte, je Karl oktobra izplul iz Karlskrone in 6. oktobra pristal v Parnu. Švedske enote so zaradi silovitih neviht utrpele izgube. Kljub temu so floto takoj poslali nazaj, da je prepeljala še več vojakov in težke artilerije. Ker je starega Dahlberga ocenil kot zmagovalca pri Rigi in ker so se Sasi že zatekli v prezimovališča, se je odločil, da se bo pri Narvi lotil ruske vojske. Svoje čete je preselil v Reval, kjer je zbral nadaljnje okrepitve iz okolice in nekaj tednov ekserciral svoje enote. 13. novembra 1700 se je s približno 10.500 vojaki odpravil na vzhod. Pohod v hladnem vremenu in skoraj brez zalog je bil naporen. Novembra so Švedi dosegli ruske položaje. Naslednji dan se je končno prišlo do bitke pri Narvi ((20.) 30. novembra 1700), v katerem so švedske čete uničile nadštevilno rusko vojsko. Med boji in med poznejšim begom je ruska vojska skoraj popolnoma razpadla in pri tem izgubila praktično vso artilerijo. Vendar so tudi redke švedske sile oslabele in po osvoboditvi Narve so se morale najprej pripraviti na prezimovanje. 

## Vojna za razstoličenje Avgusta II. (1701–1706)
Konec leta 1700 je Karl XII. Švedsko uspešno ubranil in vse sovražne čete pregnal s švedskega ozemlja. Namesto da bi zasledoval poraženo rusko vojsko in jo popolnoma uničil ter tako svojega nasprotnika carja Petra I. prisilil, da sklene mir, se je kralj obrnil proti svojemu tretjemu nasprotniku, saškemu volilnemu knezu in kralju Poljske z namenom, da ga odstrani s poljskega prestola. O natančnih motivih švedskega kralja se je veliko ugibalo. Vojaški zgodovinarji so pozneje to njegovo odločitev skoraj soglasno kritizirali kot resno napako, saj je s tem zapravil priložnost, da končno uniči poraženo rusko vojsko in tako prisili Rusijo k miru. Odločilni dejavnik za obrat proti Poljski so bili verjetno predvsem osebni motivi Karla XII. Kot prepričan luteranec je švedski kralj gojil osebno sovraštvo do Avgusta Močnega, ki je preračunljivo odstopil od luteranske vere svojih prednikov in se spreobrnil v katolištvo, da je lahko postal poljski kralj. Poleg tega je Karl XII. v Avgustu Močnem videl dejanskega hujskača proti Švedski. Nasprotovanje Livonskega plemstva proti švedski kroni pod vodstvom Reinholda von Patkula je temeljilo predvsem na poljsko-saški podpori. Poleg tega je švedski kralj usodno podcenjeval ruski vojaški potencial in verjel, da lahko, tako kot pri Narvi leta 1700, kadar koli rusko vojsko znova premaga. Vojaški razvoj v baltskih državah je bil zanj drugotnega pomena.
Švedski kralj se je s svojo glavno vojsko obrnil proti jugu in v naslednjih 5 letih vojne za poljski prestol šel skozi skoraj vse predele Poljske. Poleg tega so se v Kurrlandu in v Litvi dalje dogajale bitke med švedskimi četami pod poveljstvom Lewenhaupta in ruskimi enotami. Obe vojni prizorišči, v baltskih državah in na Poljskem, si prideta navzkriž šele leta 1705, ko je pred bližajočim se Karlom stala ruska vojska, ki je leta 1705 vkorakala v Kurlandijo. Karl XII. se je moral umakniti, ne da bi prišlo do odprtega boja. Karl se je leta dolgo s svojo švedsko vojsko izčrpaval po Poljskem in Saškem, ruske vojske pa so med tem opustošile švedsko Livonijo. Vojna na Poljskem se je končala šele leta 1706 z mirovnim sporazumom v Altranstädtu, Avgust II. je bil prisiljen odpovedati se poljskemu prestolu. 

### Okupacija Kurlandije
Avgust II. se je zdaj pripravljal na švedsko ofenzivo, ki jo je načrtoval za naslednje leto. Da so njegovi poljski podaniki zavrnili z denarjem in z vojaki podpreti vojno, se je izkazalo za neugodno. Poljski stanovi so februarja 1701 za podporo Avgustu zagotovili le majhen pomožni korpus s 6000 Poljaki in Litovci, premalo za bližajoči se boj proti Karlu. Kot odgovor na švedske uspehe sta se februarja 1701 Avgust II. in Peter I. sestala, da v popolnoma spremenjenem položaju obnovita svoje zavezništvo. Peter je potreboval čas za reorganizacijo in oborožitev ruske carske vojske. Avgust je potreboval močnega zaveznika za hrbtom Švedov. Car Peter je obljubil, da bo poslal 20.000 mož na Dvino, tako da je Avgust za odgovor na švedski napad junija 1701 imel na voljo 48.000 vojakov iz Saške, Poljske, Litve in Rusije. Pod vtisom švedskih uspehov sta se oba zaveznika skušala izvleči iz vojne: ne glede na njun sporazum in brez vednosti drugega je vsak od njiju švedskemu kralju ponudil separatno premirje. Karl XII. pa ni hotel miru, še bolj zavzeto je pripravljal načrtovani pohod proti Poljski. V ta namen je imel leta 1701 na voljo 80.492 mož. Za zaščito notranjosti države je odredil 17.000 vojakov, 18.000 mož je ščitilo švedsko Pomeranijo, 45.000 jih je bilo razporejenih po Livoniji, Estoniji in Ingriji.  Večina švedskih čet v Livoniji je bila skoncentrirana okoli Dorpata.
Po običajnih vojaških končnih pripravah je švedska vojska 17. junija 1701 začela prek Wolmarja in Wendena s pohodom proti Rigi. Karl je nameraval svojo vojsko čez Dvino prestaviti med Kokenhusenom in Rigo. Sasi so to pričakovali in se na več prehodih čez Dvino utrdili. Obe vojski sta si prvič 8 julija jul. / 19. julija Greg. pri Rigi stali nasproti, vsaka na svojem bregu Dvine. Saško-ruska vojska s 25.000 moškimi je bila nekoliko večja od švedske. ki je štela okoli 20.000 vojakov.  Ta prednost pa je bila izgubljena, ker so saksonskega vrhovnega poveljnika Adama Heinricha von Steinaua švedske manevrske prevare premotile, da je svoje enote porazdelil vzdolž Dvine. Tako je švedski pehoti uspelo prečkati široko reko in oblikovati mostišče na saški strani reke. Saška vojska je v bitki ob Dvini, ki je sledila, doživela poraz, vendar se je lahko urejeno zbrala in umaknila na prusko ozemlje. Tudi ruske čete so se, omamljene zaradi ponovnega poraza, umaknile nazaj v Rusijo. Celotno vojvodstvo Kurlandija je bilo tako odprto za švedsko vojsko. Karl in njegove zmagovalne čete so zasedle Mitau, glavno mesto poljskega fevda, vojvodstva Kurlandija. 

### Osvojitev Varšave in Krakova
Poljsko-litovska republika je ob švedskem prodoru v Kurlandijo protestirala zaradi kršenja poljskega ozemlja, saj republika (ki jo je zastopal Sejm) ni bila v vojni s Švedsko, ampak samo s poljskim kraljem. Ko je Avgust Močni znova ponudil pogajanja, so svetovalci Karlu XII. priporočili, da s poljskim kraljem sklene mir. Generalni guverner Livonije Erik von Dahlberg je šel najdlje in na koncu celo podal odstopno izjavo v znak protesta proti vojnim načrtom svojega kralja. Toda Karl je ostal brezkompromisen in je zahteval od sejma, da izvoli novega kralja. To pa je večina poljskega plemstva zavrnila. 
Januarja 1702 je Karl svojo vojsko preselil s Kurlandije v Litvo. 23. marca 1702 so Švedi zapustili svoja prezimovališča in napadli Poljsko. Karl ni čakal na okrepitev s Pomeranije, s svojo vojsko je odkorakal naravnost na Varšavo. Maj 1702 se je mesto predalo brez boja. Preden je Karel nadaljeval pohod proti Krakovu, je prisilil poljsko prestolnico, da plača visoko kontribucijo. Strah, da bi Švedska morda v možni mirovni pogodbi zahtevala poljska ozemlja, je poljsko plemstvo spodbudilo k sodelovanju v vojni.
Preden je Karl XII. zasedel Varšavo, se je Avgust II. s poljsko kronsko vojsko umaknil v Krakov z namenom, da enote kakih 8000 vojakov tam združi z 22.000 močno saško vojsko, ki so jo na novo postavili na Saškem.  Poljska kronska vojska pod vodstvom Hieronima Augustyna Lubomirskega je bila slabo opremljena, slabo oskrbovana in za boj za saškega kralja malo motivirana. Ko je 24,000-30,000 močna poljsko-saška vojska južno od kraja Kielce trčila na Švede, ki so šteli le 12.000, je to Švedom bitki pri Kielce/Klissowu.pomagalo 8 julija jul. / 19. julija Greg. do vsestranske zmage. Pri tem je bilo 2000 Sasov ubitih ali ranjenih, 700 pa so jih ujeli. Švedi so zajeli 48 topov, sami pa so imeli 300 mrtvih in 800 ranjenih.  Zajeli so tudi celoten pratež in poljsko zakladnico Avgusta s 150.000 rajhstalerji in njegovim jedilnim priborom iz srebra. Nizka vojaška moč Švedov ni dovolila, da bi zasledovali poraženo poljsko-saško vojsko, tako da je Avgust lahko zbral preostale enote svoje vojske v vzhodnih delih Poljske. Njegov hitri umik prek Sandomierza v Torunj je Karlu omoggočil, da julija 1702 zasede Krakov. Švedska je zdaj nadzorovala kraljevski sedež Varšavo in kronsko mesto Krakov. Več kot polovica poljske države pa je še bila v rokah Avgusta II.

### Vojna v Kurlandiji in v Litvi
Konec 17. stoletja so Sapiehe hitro postali najmočnejša družina v Litvi, prizadevali so prekiniti zvezo Litve s Poljsko in prestol zahtevati zase. Volilna zmaga saškega Avgusta za poljskega kralja leta 1697 je privilegije družine Sapieha omejila. V Litvi in Belorusiji je izbruhnila državljanska vojna, v kateri je Šlahtaa na čelu z Oginskim in Wiśniowieckim zmagovala vse do leta 1700.

Poleg vojnih dogodkov na Poljskem so šlo za prevlado tudi v drugih baltskih državah, v Kurlandiji in v Litvi. Zmagovalci prejšnje litovsko-beloruske državljanske vojne Oginski so z dekretom odstranili družino Sapiehov z vseh državnih položajev. Poraženi nekdanji vladarji so se zdaj povezali z zmagovitimi Švedi, Oginski oz. Grof Grzegorz Antoni Oginski je poklical Petra I. na pomoč. Peter I. je z Oginskim leta 1702 podpisal sporazum o vojaški pomoči.  Izbruhnila je nova silovita državljanska vojna. Po odhodu glavnine pod vodstvom Karla XII. januarja 1702 je v Kurlandiji ostal zaščitni švedski korpus pod poveljstvom Carla Magnusa Stuarta. Zaradi rane, ki se mu ni hotela zaceliti, pa je dejansko poveljstvo čete prepustil polkovniku grofu Adamu Ludwigu Lewenhauptu.V sami Litvi je pod poveljstvom generalov Carla Mörnerja in Magnusa Stenbocka ostala ena švedska divizija z več tisoč možmi; večina je junija 1702 sledila Karlu XII in za seboj pa pustila le majhno silo.
Medtem ko so Sapiehe, povezani s Švedsko, organizirali kmečke čete, ki so se na beloruskem področju Dnepra borile proti konfederaciji Oginski, ta pa je dežele Sapiehov pustošila z rusko podporo. Ko so se Sapiehi po umiku Švedov začasno umaknili iz Litve, je Ogiński to situacijo izkoristil in od maja do decembra 1702 napadal švedske čete v Litvi in v Kurlandiji. Njegov cilj je bil osvojiti trdnjavo Birze kot izhodišče za nadaljnje podvige. V enem od njegovih poskusov je vojska Oginskega z 2500 Rusi in 4500 Poljaki napadla 1300-članski švedski odred, poslan, da razbremeni trdnjave. 19. Marca 1703 je šibkejša švedska enota v bitki pri Saladenu premagala rusko-poljske sile. Ogiński se je nato umaknil na Poljsko, da bi se združil s četami Avgusta.

### Švedsko osvajanje zahodne in osrednje Poljske
Avgust II. je po porazu pri Klissowu 19. julija 1702 Švedom znova ponudil mirovna pogajanja. Želel je izpolniti vse švedske zahteve z edinim ciljem, da bi lahko ostane poljski kralj. V imenu Republike Poljske je predloge za mir podal tudi Michael Stephan Radziejowski, kardinalni nadškof Gnieznega in primas Poljske in Litve. Ponudil je Karlu XII. Poljsko Livonijo, Kursko in visoko vojno odškodnino. Karl bi se moral le odpovedati odstavitvi kralja, česar pa ni bil pripravljen storiti. Tako se je vojna nadaljevala. Po večtedenski zamudi, ker si je Karl zlomil nogo, so Švedi spet začeli napredovati vzdolž Visle. Konec jeseni 1702 je Karl svoje čete preselil v prezimovališča v Sandomierzu in Kazimierzu pri Krakovu.
Prisiljen nadaljevati vojno, je moral Avgust II znova zbrati vojsko, da bi ustavil švedsko napredovanje. V Torunu je zbral stanove, ki so mu obljubili 100.000 mož. Da zbere sredstva zanje, je decembra odpotoval v Dresden. 
V prvih mesecih 1703 se je vojna umirila. Šele marca je Karl XII. s svojo vojsko odrinil proti Varšavi, kamor je prišel na začetku aprila. Avgust II. je na začetku aprila 1703 odrinil v Dresden, da pripravi nov pohod iz Toruna in Marienburga. Čas je izkoristil za to, da zbere novo saško-litovsko vojsko. Ko je Karl izvedel, da se je sovražnik utaboril pri Pułtuskem, je zapustil Varšavo in s svojo konjenico prečkal Bug. 21. aprila 1703 so Sase v bitki pri Pułtusku popolnoma presenetili. Zmaga je Švede stala le 12 mož, saško-litovska vojska pa je imela nekaj sto mrtvih in ranjenih ter 700 ujetnikov.  Po porazu pri Pułtuskem so bili Sasi prešibki, da bi se na prostem soočili s švedsko vojsko. Umaknili so se v trdnjavo Torun. Karl XII. se je zatem odpravil na sever, da uniči še zadnje ostanke demoralizirane saške vojske. Po mesecih obleganja je septembra 1703 zavzel Torun. Švedi so zajeli 96 topov, 9 minometov, 30 poljskih kač, 8.000 mušket in 100.000 talerjev Nekaj tisoč Sasov so ujeli. Zavzetje Toruna je kralju Karlu dalo popoln nadzor nad Poljsko. Da bi v prihodnje izključili vsak odpor mesta, ki je šest mesecev kljubovalo Švedom, so njegove utrdbe razdejali.  21. novembra so Švedi odšli iz Toruna v Elblag. Ustrahovalni vzgled Tortuna je dosegel svoj učinek in pod vtisom vojne, ki ji lahko da čaka, so se številna druga mesta podredila švedskemu kralju, da jim v zameno za visoke tribute prizanese. Tik pred božičem je Karl svojo vojsko preselil v zimske prostore v Zahodni Prusiji, saj se tega področja vojna doslej ni dotaknila.

### Varšavski in Sandomirski konfederaciji
Po katastrofalnih kampanjah let 1702 in 1703 je položaj za Avgusta II. vojaško postal brezupen, finančna sredstva so bila izčrpana in njegova moč na Poljskem pa se je začela rušiti. Pod vplivom utapljajočega se gospodarstva države je poljsko plemstvo razpadlo na več taborov. Leta 1704 je bila ustanovljena Varšavska konfederacija, naklonjena Švedski, zavzemala se je za konec vojne. Pridružil se ji je Stanislav Leszczyński, ki je od leta 1704 vodil mirovna pogajanja s Švedi. Pridobil si je bil zaupanje njihovega kralja in Karl XII. je v njem videl primernega kandidata za načrtovane volitve poljskega kralja.
Tudi na Saškem so se uprli poljski politiki volilnega kneza. Avgust je uvedel prometni davek, da napolni vojaško skrinjo in oboroži vojsko. To je saške stanove obrnilo proti njemu. Nezadovoljstvo javnosti je povzročil tudi z agresivnim novačenjem. Z rusko podporo pa mu je uspelo zbrati vojsko s 23.000 Sasi, Kozaki in Rusi. Litva, Volhinija, Rdeča Rusija in Malopoljska so bile še vedno zveste saškemu kralju, tako da se je Avgust s svojim dvorom lahko umaknil v Sandomir. Tam so deli poljskega plemstva ustanovili konfederacijo v njegovo podporo, ki se je zoperstavila švedski okupaciji Poljske in novemu kralju, ki ga je Švedska zahtevala. Sandomirska konfederacija pod hetmanom Adamom Mikolajem Sieniawskim ni hotela priznati Avgustove abdikacije kroni in vzpona Stanislausa Leszczynskega na prestol. Vendar to ni bil znak resničnega razmerja sil, ker je imela Konfederacija malo vojaškega pomena in so njene čete v najboljšem primeru samo motile oskrbo Švedov. Car Peter je z Avgustom II sklenil sporazum, ki mu je omogočil, da vojno proti Švedski na Poljskem in v Litvi bije dalje. Jeseni 1704 je nato v Belorusijo prišla velika ruska vojska, ki se je dolgo zadržala v Polockem in nato zavzela Vilno, Minsk in Grodno. 

### Izvolitev novega, Švedski zvestega poljskega kralja
Konec maja 1704 je Karl XII. iz prezimovališč odrinil v Varšavo, da zaščiti načrtovane volitve kralja. Vojsko je sestavljalo 17.700 vojakov pehote in 13.500 konjenikov  Po prihodu Karla v Varšavo so pod zaščito švedske vojske in proti volji večine poljskega plemstva 12. julija 1704 Stanislaus I. Leszczyński izvolili za kralja.
Po volitvah je Karl z obsežno vojsko odrinil v napad na področja, ki so odpadla in novemu kralju zanikala podporo. Avgust volitev ni priznal in se je s svojo vojsko izogibal napredujočemu Karlu. Ko je švedska vojska julija prišla do Jarosława, je Avgust izkoristil priliko in se obrnil nazaj proti Varšavi. Namesto da bi ga zasledoval, je Karl konec avgusta v naskoku osvojil slabo utrjeni Lemberg/Lviv.  Medtem je Avgust prišel v Varšavo, kjer se je zadrževal tudi novoizvoljeni kralj. V samem mestu je bilo 675 Švedov in okoli 6000 Poljakov, ki naj bi zaščitili Švedom zvestega kralja. Večina poljskih vojakov je dezertirala, poljski kralj pa je tudi pobegnil iz mesta, tako da so se uprli le Švedi. 26. maja 1704 se je švedski garnizon moral Avgustu II. predati. Po zavzetju Varšave je Avgust odrinil na Veliko Poljsko. Tamkajšnji šibki švedski kontingent se mu je moral umakniti.
Karl je v Lembergu zvedel, da so Narvo zavzele ruske čete. Vendar je pohod na sever vseeno izključil. Z dvotedensko zamudo se je švedska vojska sredi septembra vrnila v Varšavo, da bi ponovno zavzela mesto. Avgust si boja ni hotel privoščiti, temveč je pred prihodom Karla iz prestolnice pobegnil in poveljstvo saške vojske prenesel na generala Johanna Matthiasa von der Schulenburga. Tudi ta se ni upal spustiti v odprto bitko in se je umaknil v Poznanj, ki ga je obkolil ruski kontingent pod poveljstvom Johanna Reinholda von Patkula. Po ponovni osvojitvi Varšave je Karl odločil za zasledovanje saško-poljske vojske. Pri tem je ruska divizija z 2000 možmi bila v bitki poražena, 900 Rusov je bilo ubitih. Preostali Rusi so se naslednji dan borili skoraj do zadnjega. Kljub spretnemu umiku Sasov pod Schulenburgom je Karl malo pred šlezijsko mejo del saške vojske dohitel. V bitki pri Punici je 5.000 Sasov zdržalo štiri napade štirih švedskih dragonskih polkov. Schulenburg je uspel svoje čete urejeno umakniti čez Odro na Saško. Zaradi napornih pohodov se je moral Karl na začetku novembra odpraviti na prezimovanje. V ta namen si je izbral okrožje Velikopoljska, ki meji na Šlezijo in ki mu je dotlej vojna v veliki meri prizanesla.

### Razvoj v Kurlandu in v Litvi
Po zmagi Lewenhaupta prejšnje leto se je Jan Kazimierz Sapieha spomladi 1704 vrnil v Litvo in tam okrepil položaj Lewenhaupta. Po izvolitvi Leszczyńskega za novega poljskega kralja Lewenhaupt od Karla XII. prejel ukaz, da zahteve Sapiehov v njihovi domovini uresniči. Lewenhaupt je s svojimi četami prodrl s Kurskega v Litvo, tako da so se pristaši Avgusta II. pod vodstvom grofa Ogińskega morali umakniti. Lewenhaupt je uspel litovsko plemstvo pridobiti za švedsko stran in prepričal je litovski državni parlament, da se pokloni novemu poljskemu kralju; nato se je moral vrniti v Mitau, ker je bližajoča se ruska vojska ogrozila Kurland.
Ruska vojska se je združila z Avgustu II. zvestimi poljskimi četami in napadla trdnjavo Seelburg na reki Dvini, ki jo je branila samo majhna posadka 300 Švedov. Lewenhaupt je prihitel, da bi oblegano trdnjavo razbremenil. Da se upre bližajočemu se sovražniku, je rusko-poljska vojska je prekinila obleganje. 26. dne julija 1704 sta se obe vojski spopadli pri Jakobstadtu, kjer je številčno slabša švedsko-poljska vojska s 3085 Švedi in 3000 Poljaki v bitki pri Jakobstadtu premagala nadštevilnega nasprotnika s 3.500 Rusi in 10.000 Poljaki. Ruske čete so se morale umakniti. Z bojišča pri Jakobstadtu je Lewenhaupt najprej zavil proti trdnjavi Birze med Rigo in Mitau, ki so jo zasedle čete Ogińskega. Posadka trdnjave, sestavljena iz 800 Poljakov, se je takoj predala in omogočili so ji prost umik. Lewenhaupt je do konca leta poslal svoje čete na prezimovanje, kar je tudi dalo oddih vojni v Litvi in v Kurlandiji.

### Kronanje Švedski zvestega kralja v Varšavi
Na Poljskem v prvi polovici leta 1705 ni bilo vojaških dogodkov. Švedska vojska pod Karlom XII. je nedelavna taborila v mestu Ravič, ki je bilo tudi glavni sedež Švedov na Poljskem. Odločeno je bilo, da se bo Stanislaus Leszczyński, izvoljen prejšnje leto, julija 1705 kronal za poljskega kralja- Za Švede je bilo pomembno zagotoviti nasledstvo na prestolu zato, ker je s Poljsko začeta mirovna pogajanja lahko zaključil le njim naklonjeni kandidat. Prejšnji kralj Avgust II. je tudi bil pripravljen, pogovarjati se o miru, toda upanje na kandidata na poljskem prestolu, ki je bil bolj ubogljiv, je švedsko stališče okrepilo do take mere, da je za Švede odstranitev Avgusta s prestola bila edina pot, doseči mir v svojo korist.
Za razliko od Švedov Avgust II. ni sedel na rokah, temveč je, da prepreči kronanje rivala, z rusko podporo znova zbral vojsko. Na predlog Johanna Patkula je za poveljnika imenoval svojega livonskega rojaka Otta Arnolda Paykulla, ki je s 6000 Poljaki in 4000 Sasi napredoval v Varšavo. Da bi zagotovil varnost prestolonaslednika, je Karl XII. poslal generalpodpolkovnika Carla Nierotha z 2000 možmi v prestolnico. 31. dne julija 1705 sta se obe vojski srečali blizu Varšave v bitki pri Rakowci, v kateri je petkrat manjša švedska vojska zmagala. Generalpodpolkovnik Paykull je skupaj s svojo diplomatsko korespondenco padel v roke Švedov; kot ujetnika države so ga odpeljali v Stockholm. Tam je svoje sodnike navdušil s trditvijo, da pozna skrivnost izdelovanja zlata. Čeprav naj bi svoje alkimistične sposobnosti dokazal, za Karla XII. zadeva ni bila vredna njegove pozornosti in je generalpodpolkovniku in alkimistu zaradi veleizdaje dal sneti glavo.
Rezultat zmage v bitki je omogočila, da se je Stanislaus Leszczyński 4. oktobra 1705 neovirano dal v Varšavi kronati za novega kralja Poljske. Ostal pa je dalje vojaško in finančno popolnoma odvisen od svojih švedskih pokroviteljev in poleg tega v nekaterih delih države nepriznan. Podredile so se mu samo Velika Poljska, Zahodna Prusija, Mazovija in Malopoljska, medtem ko sta Litva in Volhinija stali za Avgustom II. in Peter I. Neposredna posledica kronanja je bil Varšavsko premirje, ki ga je 18. novembra 1705 Kraljevina Poljska v imenu Leszczyńskega podpisala s Švedsko. Prejšnji državni kralj in volilni knez Saške, Avgust II., tega premirja ni sprejel in izjavil je, da sedaj vojne ni več le med Švedsko in Poljsko, temveč tudi med Švedsko in Saško volilno kneževino.
Vojna se je nadaljevala tudi v Kurlandiji in v Litvi. Zaradi uspehov Levenhaupta v preteklem letu je Peter I. naročil svojemu maršalu Šeremetjevu, da z vojsko 20.000 vojakov odreže Levenhauptovo 7000 veliko, razkosano vojsko. Napredovanje je bilo treba čim dlje držati v tajnosti, da se nasprotne sile ne združile. Vendar to ni uspelo, Lewenhaupt je uspel pravočasno zbrati svoje čete. 16. julija 1705 je Lewenhaupt svojo celotno vojsko postavil v bran proti bližajoči se ruski vojski. Po štirih urah bojev so Švedi v bitki pri Gemauerhofu zmagali, z izgubo 1500 mož, nadštevilna ruska vojska pa je izgubila 6000 vojakov.  Zmaga Švedov pa ni trajala dolgo, ker je Peter septembra poslal novo vojsko, tokrat 40.000 vojakov. Tokrat je car dovolil svoji vojski pohode samo ponoči, da bi čim dlje ohrani tajnost operacije. Kljub temu so švedski izvidniki napredovanje Rusije odkrili, tako da je Levenhaupt, povišan v generalpodpolkovnika, lahko zbral svoje čete v Rigi in okoli nje. Ko je Peter I. za to zvedel, je načrtovani napad na Rigo usmeril proti manjši trdnjavi Mitau in Biskau. Ker so bile vse švedske čete zbrane okoli Rige, so ruske čete zasedle celotno Kurlandijo.

### Boj za priznanje novega kralja
Prvič po bitki pri Narvi je Karl XII. s švedsko glavnino odrinil v Baltik, da švedskim silam pomaga v stiski. Izhodišče je bila Varšava, kjer se je zadrževal vso jesen 1705. Karl se je odločil, da bo odpadle dežele prisilil priseči zvestobo novemu kralju. Konec leta 1705 je vojska začela preko Visle in Buga prodirati v Litvo. Švedske okrepitve iz Finske so jeseni Lewenhauptovo vojsko, ki je bila skoncentrirana v Rigi, povečale na 10.000 mož. Ruske sile v Kurlandiji so se zdaj bale, da jih bosta Levenhauptova vojska okoli Rige na eni in napredujoči Karl na drugi strani vzela v škarje. Po razstrelitvi utrdb v Mitau in Bauskah so se najprej umaknili iz Kurlanda v Grodno, tako da je Lewenhaupt Kurland lahko znova zasedel. Po umiku Rusov so se Litovci začeli vse bolj pridruževati novemu, Švedski zvestemu poljskemu kralju, kar jim je znatno zmanjšalo vojno breme. Spravili sta se tudi vojskujoči se litovski plemiški družini Sapiehov in Wienowickih. Ko grof Ogiński z nadaljnjimi boji na strani Avgusta II. nikjer ni uspel, je švedska stranka v Litvi končno prevladala. 
15. januarja (ju.) je vojska Karla XII. na poti v Grodno prebrodila Njemen, kjer je stalo pod feldmaršalom Georgom Benediktom von Ogilvy 20-tisoč vojakov ruske vojske. Ta je decembra 1705 prečkal poljsko mejo, da bi se združil s saškimi četami.  Karl je šel Rusom z glavnim delom svoje vojske skoraj 30.000 mož nasproti, vendar do bitke ni prišlo, ker se ruske čete niso želele udariti s švedskim kraljem in so se umaknile v Grodno. Zaradi mraza obleganje ni prišlo v poštev, zato je Karl okoli Grodnega zgradil le obroč, da mestu in ruski vojski prestreže oskrbo.
Kot je Avgust II. videl, da Karl XII. brezdelno tabori pred Grodnim, je sklical vojni svet, ki je odločil, da odsotnost kralja izrabi za uničenje švedskega odreda pod poveljstvom Carla Gustafa Rehnskiölda, ki je bil bolj zahodno in ki ga je Karl je z več kot 10.000 vojaki pustil za sabo kot zaščito za Veliko Poljsko in Varšavo. Avgust se je hotel prestaviti proti zahodu, se na poti združiti z vsemi poljskimi oddelki in nato z v Šleziji na novo postavljeno saško vojsko pod poveljstvom generala Schulenburga, da napade korpus Rehnskiölda in se po zmagi odpravi nad Grodno. Dne 18 26. januarja je Avgust z 2000 vojaki obšel švedsko blokado na zahodu, združil moči z več poljskimi kontingenti in 26. januarja prišel znova v Varšavo. Od tam je po kratkem premoru s svojo vojsko, ki je zdaj narasla na 14.000 do 15.000 mož, odrinil v napad na švedski korpus. Prav tako je ukazal generalu Schulenburgu, naj v svoje vrste prevzame bližnji ruski pomožni korpus s 6000 vojaki in se poda na Veliko Poljsko, da se združita. Rehnskiöld je prejel novice o saškem načrtu in upal, da se bo izognil uničenju tako, da sovražnika vplete v boj, ko sta še ločena. Prevara z umikom je generala Schulenburga dejansko zapeljala, da je napadel po številu vojakov šibkejše Švede. Brez okrepitev s poljsko vojsko Avgusta II. so Schulebergovi saški naborniki 13.februarja 1706 pri Fraustadtu v bitki s preizkušenimi Švedi utrpeli hud poraz. Avgust II je po tem ponovnem neuspehu prekinil napredovanje, poslal nekaj vojakov nazaj v Grodno in z glavnino odkorakal v Krakov. Razmere v Grodnem so za rusko vojsko o zaradi poraza pri Fraustadtu postale brezupne. Na olajšanje niso mogli več upati, težave z oskrbo pa so se močno poslabšale. Poleg lakote so se med vojaki širile bolezni, ki so povzročile občuten izpad. Po novici o porazu pri Fraustadtu se je ruski poveljnik v Grodnem Olgivy odločil, da bo s preostalimi 10.000 boja sposobnimi možmi prebil proti Kijevu. Pobegnili so lahko švedskim preganjalcem in se rešili čez mejo.
Karl XII. je med zasledovanjem ruske vojske prišel do Pinska. Od tam je po odmoru 21. maja 1706 odrinil na jug Poljske-Litve. Tamkajšnja območja so ostala zvesta Avgustu in so zavračala zaprisego kralju Stanislavu. 1. junija je Karl vstopil v Volhinijo. Tudi tam so pod vojaško prisilo pripoznali Švedom zvestega novega kralja. V poletnih mesecih je tudi prihajalo do spopadov. Pohodi Švedov na rusko-poljsko mejo in ruske položaje niso prinesli nobenih odločitev. Na podlagi izkušenj ob pohodih skozi Poljsko, da bi uveljavil zakonitost novega, Švedski zvestega kralja, je Karl začel dvomiti v svojo strategijo. Dokler je švedska vojska bila prisotna, so prebivalci pod prisilo izjavljali zvestobo. Takoj ko se je švedska vojska odpravila dalje, so se vrnili nazaj k kralju Avgustu, ki je ves čas iz svojega zaledja na Saškem pošiljal nove oddelke vojakov. Dotedanja strategija je zanj bila brez haska; Karl se je odločil končati vojno s pohodom na Saško.

### Osvojitev Saške in odstop kralja Avgusta II.
Poleti 1706 se je Karl XII. s svojimi četami odpravil iz vzhodne Poljske, se združil z vojsko Rehnskjölda, napredoval skozi Šlezijo in 27. avgusta 1706 stopil na tla Saške volilne kneževine. Švedi so deželo osvajali korak za korakom in vsak znak odpora zadušili. Deželo so korenito izželi. Ker po bitki pri Fraustadtu Avgust ni imel več omembe vrednih čet in ker so poleg tega Švedi zasedli njegovo matično deželo, je moral Karlu ponuditi mirovna pogajanja. Švedski pogajalci Carl Piper in Olof Hermelin ter saški predstavniki so 24. septembra v Altranstädtu podpisali premirje, ki je lahko začelo veljati šele, ko bi ga kralj potrdil.
Avgust je hotel končati vojno stanje, vendar so ga vezalo zavezniške obljube Petru I., pred katerim je bližajoče se premirje s Švedsko skrival. V odgovor na novice o švedskem prodoru v Saško je ruska vojska pod vodstvom generalov Borisa Petroviča Šeremetjeva in Aleksandra Daniloviča Menšikova prodrla iz Ukrajine daleč na zahodno Poljsko. Menšikov je vodil predhodnico pred glavnimi deli ruske vojske in se na Poljskem združil s preostanki saško-poljske vojske pod Avgustom II. Avgust je tako moral uradno pod ruskim pritiskom nadaljevati boje in je precej nejevoljno vodil še en poslednji boj s Švedi pri Kališu z združeno 36.000 vojsko.  V bitki pri Kališu so združene ruske, saške in poljske čete lahko zmlele številčno slabše švedske čete pod vodstvom generala Arvida Axela Mardefelta, ki ga je Karl za obrambo Poljske pustil za sabo. Generala Mardefelt in več kot 100 častnikov (vključno s poljskimi magnati) so zajeli. Vendar to zaradi nadaljnje premoči Švedske ni spremenilo ničesar, tako da je Avgust zavrnil odpoved mirovne pogodbe in se hitro vrnil v Saško, da najde kompromis s Karlom. Tako je volilni knez 19. decembra ratificiral mirovno pogodbo iz Altranstädta med Švedsko in Saško, s katero se je "za vedno" odpovedal poljski kroni in razvezal zavezništvo z Rusijo. Obvezal se je tudi izročiti vojne ujetnike in dezerterje, poimensko Johanna Reinholda von Patkula. Litvanca, ki mu je bil svetoval, da gre v vojno, je Avgust Močni že decembra 1705 prijel. Potem ko so ga predali Švedom, ga je Karl XII. kot izdajalca dal mučiti in razčetveriti.
Položaj poljskega kralja Stanislausa Leszczyńskega, ki je bil odvisen od Švedske, se s premirjem ni izboljšal. Domačih sovražnikov mu ni uspelo ukrotiti, zato se je še naprej moral zanašati na zaščito švedskih čet. 
Švedsko napredovanje v Saško leta 1706/07 je sprožilo mednarodne zaplete, ker je bila okupacija cesarskega ozemlja očitna kršitev rajhovskega prava, zlasti ker je Karl XII. sam bil rajhovski princ zaradi svojih posesti Švedske Pomeranije in Bremen-Verden. Poleg tega so Švedi, ne da bi koga vprašali, zakorakali skozi Šlezijo, ki je bila habsburško ozemlje. Nove vojne si Dunaj zaradi nasledstvene vojne s Francijo ni mogel privoščiti. Za dunajski dvor je bilo tudi pomembno, Karlu preprečiti, da se poveže z upornimi Madžari ali vdre v habsburške dedne dežele in tako ustvari ponovno konstelacijo kot v tridesetletni vojni. 
Velika nevarnost v tem trenutku je bila, da se bo velika severna vojna prepletla z boji, ki so se vzporedno odvijali v srednji Evropi v španski nasledstveni vojni. Obe vojskujoči se strani sta si zato prizadevali, da bi švedskega kralja osvojili za zaveznika ali pa da bi vsaj držali proč od konflikta. Tako je aprila 1707 zavezniški poveljnik vojaških enot na Nizozemskem John Churchill, vojvoda Marlborough, obiskal švedsko taborišče na Saškem. Pritiskal je na Karla, da se s svojo vojsko zopet obrne na vzhod in da naj ne napreduje naprej na cesarsko ozemlje. Tudi habsburški cesar Jožef I. je prosil Karla, da naj se s svojimi vojaki drži proč od j Nemčije. V ta namen je bil cesar celo pripravljen priznati novega poljskega kralja in popustiti evangeličanskim kristjanom v šlezijskih dednih deželah, kot je bilo končno sklenjeno v 1. septembra 1707 sprejeti konvenciji iz Alranstadta, v kateri je bilo med drugim dano dovoljenje za gradnjo tako imenovanih Šlezijskih cerkev milosti. Karl ni imel razloga, vmešavati se v nemške zadeve in se je raje spet posvetil Rusiji. 

## Vojna v švedskih baltskih pokrajinah (1701–1707)
Daleč od bojev na Poljskem je Rusija po porazu pri Narvi korak za korakom osvajala švedske baltske province. Ker je bila glavna švedska vojska vezana na Poljskem, so morale prešibke švedske sile ščititi zelo veliko ozemlje. Zaradi številčne premoči Rusov jim je to uspevalo vedno manj. Ruske oborožene sile so se lahko razmeroma varno privadile švedske vojne taktike in razvile lastne vojne spretnosti, s katerimi so nato Karlu v ruski kampanji zadale odločilen poraz.

### Ruski vojni načrti po bitki pri Narvi
Karel XII. je po zmagi v bitki pri Narvi konec novembra 1700 svojo glavnino 
preselil na jug v boj z Avgustom II. Vrhovno poveljstvo švedskih posesti v Baltiku je prenesel na generalmajorja Abrahama Kronhjorta na Finskem, na polkovnika Wolmarja Antona von Schlippenbacha na Livoniji in na generalmajorja Karla Magnusa Stuarta v Rigi. Švedskim vojnim ladjam na Ladoškem in Peipuskem jezeru je poveljeval admiral Gideon von Numers. Ruska vojska tedaj ni bila več resen sovražnik. Gotov zmage je Karl zavrnil ruske ponudbe miru. Taktična premoč Švedov nad Rusijo je postala tudi predsodek Karla, ki je bil o nepomembnosti ruske moči tako prepričan, da je svoja vojaška prizadevanja dalje osredotočal na poljsko vojaško gledališče, ko sta Livonija in Ingrija že bili pod ruskim nadzorom.
Z osredotočanjem glavne švedske moči na poljsko vojno prizorišče so se možnosti Petra I. za ugodnejši razvoj vojne in za osvojitev želenega dostopa do Baltika izboljšale. Car Peter je izkoristil umik švedske vojske in dal ukaz, da ruske sile, preostale po katastrofi v Narvi, v švedskih baltskih pokrajinah znova postanejo aktivne. Vojna strategija Rusov je bila izčrpati sovražnika. To naj bi dosegli s plenjenjem, napadi in uničevanjem vasi in polj, da izstradajo prebivalstvo. Hkrati naj bi ruski vojaki z nenehnim bojevanjem priučili na vojno taktiko Švedov z njihovimi silovitimi napadi v bitkah.
Car Peter je čas, ki ga je prihranil odsotnost švedske vojske, izkoristil za to, da je z ogromnimi napori ponovno oborožil in reorganiziral svojo vojsko. Poklical je v ta namen tuje strokovnjake, da s sodobnim orožjem opremljeno vojsko usposobijo za metode zahodnoevropskega vojskovanja. Da bi hitro obnovil na Narvi izgubljeno topništvo, je dal zaseči cerkvene zvonove in iz njih uliti topove. Na Ladoškem in Pejpskem jezeru je dal zgraditi na stotine čolnov. Že spomladi 1701 je imela ruska vojska znova 243 topov, 13 havbic in 12 minometov. Okrepljena z novimi naborniki, je leta 1705 znova štela 200.000 vojakov, potem ko jih je po letu 1700 ostalo samo 34.000. 
Da bi diplomatsko podprl svoje vojne načrte, je car vzporedno z izjavami v podporo Avgustu II. v København poslal pogajalca, da prepriča Dansko, naj napade Skåne. Ko pa je švedski cesarski svet ukazal silam napredovati do Sunda, pa so zavezniški načrti padli v vodo in Danci so napad preložili na kasneje.
Švedske sile v baltskih državah pod vodstvom polkovnika von Schlippenbacha so bile le zelo šibke in so poleg tega bile ločene v tri samostojne enote. Vsak od teh korpusov je bil sam prešibek, da bi lahko uspešno nasprotoval ruskim silam, ker niso bojevali usklajeno.  Poleg tega te enote niso bile iz izurjenih polkov, temveč iz novo nabornih nabornikov. Švedske okrepitve so v glavnem pošiljali na poljsko vojno gledališče, tako da je ruska vojska lahko zavzemala strateško pomembne točke eno za drugo.

### Razbitje livonske vojske
Po umiku svojega kralja z glavno vojsko so Švedi sprva ostali napadalni, vsaj za čas, ko je Rusija po porazu pri Narvi bila še oslabljena. Da bi zaprli edino preostalo rusko trgovsko pristanišče v Belem morju, je marca 1701 iz Göteborga izplulo od 7 ali 8 švedskih vojnih ladij, da osvojijo Arhangelsk. Podvig je imel posledice za angleške in nizozemske interese glede trgovine z Rusijo. Obe državi sta o odhodu švedske ekspedicijske flote poročali svojemu ruskemu partnerju. Peter je je nato dal obrambo mesta okrepiti. Ko je švedska flota prispela v Belo morje, sta dve fregati nasedli na peščene plitvine in ju je bilo treba razstreliti. Napad na Arhangelsk zaradi previdnostnih ukrepov Petersa ni obetal uspeha, tako da se je flota, potem ko je uničila 17 okoliških vasi, vrnila domov.
Sredi leta 1701 so najprej švedske in nato ruske sile vdrle v Ingrijo in Livonijo ter vkorakale na nasprotnikovo ozemlje, kjer je prišlo do več spopadov. Ruske sile so si dovolj opomogle, da so lahko začele z omejenimi ofenzivami. Z ruskega glavnega sedeža v Pskovu in Novgorodu je septembra približno 26.000 mož prešlo južno od Pejpedskega jezera v Livonijo. V poznejši kampanji je švedskemu generalu Schlippenbachu septembra 1701 z odredom le 2000 mož uspelo v dveh bitkah pri Raugeju in Kasaritzu premagati rusko glavnino s 7000 vojaki pod vodstvom Borisa Šeremetjeva. Rusi so pri tem izgubili 2000 vojakov. Ne glede na to so ruske enote še naprej izvajale omejene napade na livonsko ozemlje, čemur so se manj številni Švedi lahko vedno manj upirali.
Med drugo večjo invazijo na Livonijo, ki jo je vodil general Boris Šeremetjev, so ruske sile 30 decembra 1701 v bitki pri Erastferju prvič premagale od 2200 do 3800 močne švedsko-livonske oddelke pod poveljstvom Schlippenbacha. Švedske izgube so ocenili na približno 1.000 moških.  Potem ko so zmagoviti Rusi območje izropali in uničili, so se znova umaknili; Šeremetjev se je bal napada Karla XII., ki se je z močno vojsko zadrževal v Kurlandiji. S švedskega stališča je zaradi neenakega razmerja moči postalo jasno, da je bila uspešna obramba Livonije vse manj verjetna, še posebej, ker po njihovi nedavni zmagi Ruse podcenjevati kot doslej ni imelo smisla. Kljub temu se Karl ni hotel vrniti v Livonijo, poslal je le nekaj dodatnih čet.
Ko je Karl v poletni kampanji leta 1702 iz Varšave odrinil v Krakov in s tem razkril severni vojaški bok, je Peter spet videl priložnost za vdor. Iz Pskova je vojska 30.000 mož prestopila švedsko-rusko mejo in dosegla julija Erastfer. Tam je ruska vojska 19. julija v bitkah pri Hummelshof (ali Hummelsdorf), v bližini Dorpata in pri Marienburgu v Livoniji premagala Švede, ki so šteli okoli 6000 mož; pri tem so po švedskih podatkih v sami bitki izgubili 840 vojakov, 1.000 pa jih je bilo zajetih, 1.000 pa so jih izgubili med zasledovanjem s strani Rusov po bitki.  Bitka je pomenila konec livonske vojske in začetek ruskega osvajanja 
Livonije. Ker so bile preostale švedske sile prešibke, da bi se lahko Rusom uprle v odprti bitki, sta avgusta Wolmar in Marienburg padla skupaj podeželskimi območji Livonije v ruske roke. Ruska vojska je Livonijo obsežno opustošila in razdejala, nato pa se umaknila v Pskov, ne da bi osvojeno območje zasedla.

### Osvajanje okolice Neve in Ingrije
Glede na to, da je livonska vojska bila dejansko uničena, se je Peter lahko lotil uresničevanja ozemeljskih pogojev za svoj dejanski vojni cilj, to je da ustanovi pristanišče na Baltiku. Po zmagoviti kampanji je feldmaršal Boris Šeremetjev odpeljal rusko vojsko proti severu proti Ladoškemu jezeru in deželi okoli Neve, saj se je Baltik tam najbolj približal ruskemu ozemlju in je področje bilo videti primerno za gradnjo pristanišča. To območje sta varovali švedski trdnjavi Nöteborg in Kexholm ter majhna mornarica na Ladoškem jezeru, ki je doslej preprečevala vsak ruski napredek. Da bi se zoperstavil tej grožnji, je Peter I. zgradil ladjedelnico na jugovzhodni obali jezera blizu Olonetza, kjer je pozneje zgradil majhno rusko mornarico. Z njo so lahko švedske ladje potisnili nazaj do trdnjave Vyborg in Švedom preprečili nadaljnje akcije na jezeru. Nato so se Rusi obrnili proti trdnjavi Nöteborg, ki je na otoku ob izlivu Neve iz Ladoškega jezera ščitila reko in jezero. Konec septembra je ruska vojska 14.000 vojakov pod vodstvom feldmaršala Šeremetjeva začela z obleganjem Nöteborga. Švedi so poskušali utrdbo razbremeniti iz Finske, toda oblegovalci so okrepitev odbili. 11. dne Oktobra 1702 so Rusi osvojili citadelo, ki jo je nazadnje branilo le 250 mož. Z zavzetjem Nöteborga je Peter zdaj nadzoroval Ladoško jezero, Nevo, Finski zaliv in Ingrijo. Zaradi strateškega pomena je car trdnjavo preimenoval v Schlüsselburg (trdnjava ključ). 
Naslednji korak Petra je bilo marca 1703 obleganje Nyenschanza, uspešnega trgovskega mesta in strateško pomembne točke ob izlivu Neve v Finski zaliv. 20.000 ruskih vojakov je napadlo švedsko trdnjavo in jo začeli oblegati in bombardirati. Ob 4. maja so čete Borisa Šeremetjeva ob pomoči nove ruske mornarice zavzele trdnjavo s posadko 600 mož. 18 maja je Rusija dosegla prvo zmago na morju. Osem ruskih veslaških čolnov je pod poveljstvom Petra I. v pomorski bitki ob ustju Neve uspelo premagati dve švedski ladji. 
Ker je Neva zdaj bila popolnoma pod nadzorstvom ruskih sil, je car Peter leta 1703 v močvirnati delti reke začel graditi utrjeno mesto, ki bo leta 1711 postalo nova ruska prestolnica pod imenom Sankt Peterburg. Novo mesto pa je potrebovalo zaščito. Zasedba in utrjevanje Kotlina in na morju nasproti gradnja Kronstadta je pomenila, da prodor švedskih vojnih ladij z globokim grezom z morja ni več mogoč. Hkrati je car razširil floto, da bi tudi na morju bil boljši od Švedov. Že spomladi 1704 je ruska vojna flota na Baltskem morju štela 40 ladij.
Preostalo Ingrijo, kjer Švedi niso več imeli pomembnejših čet ali trdnjav, je skupaj z Jaamo in Koporjem nekaj tednov po osvojitvi Nyenschantza zasedla ruska pehota poveljstva generalmajorja Nikolaja von Werdina. Na severu pa sta finski trdnjavi Viborg (Viipuri) in Kexholm (Käkisalmi) ležali preblizu osvojenih območij. Julija 1703 je tako prišlo do prvega napada Rusije na Finsko, katerega tarča je bila utrdba Viborg. Z morske strani naj bi jo napadla veslaška flota, po kopnem pa korpus oblegovalcev pod Menšikovim. Na poti se je švedsko-finski kontingent uprl ruskim silam pri Sestrorezkem (pri Systerbäcku), vendar pa se je ob menjajoči se vojni sreči moral umakniti v Vyborg. Iz strahu pred izkrcanjem švedskih sil so rurske sile prenehale z obleganjem in se umaknile.
Po vrnitvi ruskega korpusa iz Finske je Peter ukazal pohod na Livonijo in Estonijo, da bi poljskemu kralju Avgustu II v stiski prišel na pomoč. Namesto da bi oblegali slabo zasedene švedske trdnjave, so se Rusi zadovoljili z pustošenjem.

### Utrditev ruskega položaja v baltskih deželah
Tudi po ruskih uspehih na območju Neve Karl ni bil pripravljen okrepiti livonskih oboroženih sil ali osebno posredovati na tem vojnem prizorišču, čeprav se je v začetku leta 1704 preselil v prezimovališča v bližnji Zahodni Prusiji. Po njegovem ukazu je bilo treba vse dajatve v matični Švedski odvesti na Poljsko, julija 1704 pa je švedski kralj še bolj razkril livonsko krilo, ko se je s 30.000 vojaki odpravil v Varšavo, da zagotovi izvolitev svojega favorita za poljskega kralja.
S floto, ki jo je zgradil Peter I., da se loti švedskih trgovskih ladij, se je lahko borilo le nekaj fregat. Da bi preprečili načrte Rusov zgraditi novo baltsko pristanišče, je po zimi v finski zaliv odplula majhna švedska flota z linijsko ladjo, petimi fregatami in petimi brigantinami z ukazom, da uniči rusko floto in novo mesto v nevskih močvirjih. Napadlo naj bi se po kopnem in po morju, ob pomoči 1000 vojakov iz Viborga. Po sprva uspešnem pristanku na utrjenem otoku Kronstadt je bilo treba zaradi trdovratnega odpora podvig opustiti in flota je odjadrala nazaj.
Poleg tega se je borilo na Pejpskem jezeru, nadzor nad katerim je bil prvi pogoj za osvojitev Livonije. Sprva so tu prevladovali Švedi, ki so imeli 14 čolnov z 98 topovi. Da bi se jim zoperstavili, so Rusi v zimskih mesecih 1703/04 zgradili številna plovila. V začetku maja 1704 je bila v bitki pri Embachu švedska flota popolnoma uničena. Z nadzorom nad jezerom so se ruske oborožene sile za nadaljnja osvajanja zdaj lahko oskrbovale tudi po celinskih vodah.
Že poleti 1704 je iz Ingrije odrinila ruska vojska pod poveljstvom feldmaršala Georga Benedikta von Ogilvyja (1651–1710), da osvoji Narvo. Druga vojska je istočasno šla nad Dorpat. Cilj teh operacij je bil zavzeti ti pomembni obmejni utrdbi, da bi zaščitili prejšnje leto osvojeno Ingrjo z načrtovanim glavnim mestom in zavzeti Livonijo. Švedski poskus razbremenitve z 1.800 preostalimi vojaki pod Schlippenbachom ni uspel, pri tem je izgubil celotne oborožene sile. Na začetku junija je bil Dorpat obkoljen in julija 1704 je mesto padlo v ruske roke. Že aprila je v prisotnosti Petra I. 20.000 Rusov obkolilo Narvo. Tri tedne po padcu Dorpata je 9. avgusta v silovitem naskoku in po težkih bojih po ulicah mesta tudi ta trdnjava padla. Ob zauzetju Narve so zajeli 1.725 Švedov.

### Neuspešni švedski napadi na St.Peterburg
Po uspehih v preteklih letih je Rusija leta 1705 ostala v defenzivi in se osredotočila na zavarovanje osvojenega ozemlja. Švedi pa so šli v ofenzivo zaradi hitro napredujoče gradnje Petersburga. V ta namen je bilo v baltske province so poslali 6000 nabornikov kot okrepitev oboroženih sil. Prvi napad švedskih čet januarja 1705 na novo utrjeni Kronstadt je bil v bistvu neuspešen. Spomladi je flota 20 vojaških ladij izplula iz Karlskrone proti Viborgu in nato na Kronstadt. Pristanek kot prejšnje leto ni uspel, Švedi pa so imeli več sto smrtnih žrtev. Tretji poskus desanta na Kronstadt 15. julijaje ravnotako propadel z izgubo 600 Švedov. Do decembra je švedska eskadrilja križarila po finskem zalivu in motila trgovino z blagom. Vendar pa je že prišlo do nesoglasij med regionalnimi švedskimi poveljniki, ki so se nagibali k temu, da ravnajo neusklajeno, tako da se jih Rusi lahko brez večjih težav lahko branili.
Leta 1706 je v švedskih baltskih provincah prišlo do le nekaj spopadov. V prvi polovici leta so bile ruske čete na poti na poljsko vojno prizorišče, da bi pomagale kralju Avgustu II iz resne stiske in Karla XII. vezale na Poljsko. Na severu je Peter I. ostal v defenzivi. Švedske sile niso bile dovolj močne za ofenzivne podvige. Poleg nekaterih napadov v Rusijo je flota s 14 vojnimi ladjami prodrla do Sankt Peterburga, vendar brez uspeha. Vyborg, od koder so večkrat napadli Peterburg, je od 11. oktobra 1706 dalje kratko oblegala 20.000-članska ruska vojska, ki pa je tudi bila neuspešna. Ne glede na to pa je leta 1707 le nekaj glavnih mest in utrdb v Baltiku, med njimi Riga, Pernau, Arensburg in Reval, še bilo v švedskih rokah. Čakanje na napad Karla na Rusijo je dalo oddih temu vojnemu prizorišču. 
Vzrok za ruske zmage je bila dotlej vedno jasna številčna premoč. Taktika se je osredotočila na sovražnikove šibke točke z napadi na osamljene švedske trdnjave z majhnim garnizonom. Ruska vojska se je sprva izogibala napadom na večje trdnjave. Načrtna taktika požgane zemlje je bil pristop Rusov k vojskovanju. Njihov cilj je bil, da Baltik postane neprimeren kot izhodišče prihodnjih švedskih operacij. Ruska vojska je številne prebivalce ugrabila. Mnogi so končali kot podložniki na posestvih visokih ruskih častnikov ali pa so jih prodali v suženjstvo Tatarjem ali Osmanom.  Ruska vojska se je zaradi uspehov v baltskih deželah postala samozavestna. Dokazala je, da se je v nekaj letih razvila v učinkovito silo.

## Preobrat v vojni (1708–1709)
Z mirom v Altranstädtu je Karlu XII. uspelo, po dolgih šestih letih vojne, Avgusta II. prisiliti k predaji poljskega prestola. Uspeh pa je potemnilo dejstvo, da so švedske pokrajine v Baltiku zdaj bile večinoma v ruski lasti. Poleg tega je ruska vojska leta 1706 vkorakala na zahodno Poljsko in jo zasedla. Med svojim pohodom na Saško je Karl zaskrbljenim zahodnoevropskim velesilam obljubil, da se s svojo vojsko ne bo vpletal v špansko nasledstveno vojno, temveč se spet obrnil proti vzhodu. Car Peter, zadnji nasprotnik Karla, bi zato moral biti izločen z neposrednim pohodom na njegovo prestolnico Moskvo. Da so ruske oborožene sile dosledno uporabljale taktiko žgane zemlje in tako stiskale švedsko vojsko, ki je potrebovala zaloge, se je izkazalo za izjemno neugodno za Švede. Karl je skušal preprečiti te težave s pohodom v Ukrajino, da bi napadel Moskvo z juga. Leta 1709 je doživel odločen poraz pri Poltavi in s tem konec švedske vojske v Rusiji. Ob novici, da je dotlej praktično neporaženi kralj izgubil bitko, sta Danska in Saška spet vstopili v vojno, Karl pa je, odrezan od svoje domovine, pobegnil na jug v Osmansko cesarstvo, kjer je bil naslednjih nekaj let prisiljen na pregnanstvo. Neposredna invazija Danske na jug Švedske pa ni uspela, kar je preprečilo hitro zavezniško zmago in podaljšalo vojno.

### Ruska kampanja Karla XII.
Glavni cilji Karla po miru v Altranstädtu so bili osvoboditi zasedena ozemlja v švedskih provincah Baltika in trajni mir, ki bi Švedski zagotovil položaj velike sile. Zato je februarja, junija in avgusta 1707 v Altranstädtu odklonil več carjevih ponudb miru, ker jih je imel za prevaro in je mir s Petrom I. želel le pod svojimi pogoji. Dejansko je Rusija želela mir in bi se zadovoljila z Ingrijo. Švedski kralj pa ga je prisilil v nadaljevanje vojne. 
Karel XII. upal, da bo dosegel svoje vojne cilje, ne da bi švedske baltske pokrajine spremenil v bojišče. Zaradi tega je pohod na Sankt Petersburg izključen od začetka. Karl je namesto tega želel izmanevrirati rusko vojsko iz Poljske, da bi se izognil nadaljnjemu opustošenju švedske zaveznice. Z ruske meje naj bi švedska vojska nato napredovala neposredno proti Moskvi, zavezniški Osmanlije pa bi napadali rusko južno mejo. 
septembra 1707 se je začela dolgo pripravljena kampanja proti Rusiji. Glavno švedsko vojsko je sestavljalo 36.000 izkušenih in spočitih vojakov, na novo oblečenih in oboroženih z novim orožjem. Švedska vojna skrinja se je povečala za nekaj milijonov talarjev. Napredovali naj bi po neposredni poti prek Smolenska. Na ruski strani so upali, da bo vojska Menšikova, ki je bila še vedno na Poljskem, lahko zadržala Karlov napredek toliko časa, da car Peter organizira obrambo ob ruski meji. Obdržati Poljsko ni bil cilj.  Umikajoča se vojska Menšikova je uporabila politiko ožgane zemlje. da oteži švedsko vojsko oskrbo. 7. septembra 1707 so Švedi blizu kraja Steinau na Odri v prečkali poljsko mejo. Armada Menšikova se je bitki izognila bitki in se umaknila iz zahodnega dela Poljske čez Vislo proti vzhodu. Med umikom je Menšikov na poti požigal vasi, zastrupljal vodnjake in uničeval skladišča. Konec oktobra 1707 je Karl zaradi začetka blatnega jesenskega obdobja jeseni obdržal vojsko vzhodno od Poznanja, kjer so novi naborniki povečali švedsko oboroženo silo na 44.000 ljudi. Potem ko je zmrzal naredila ceste spet prehodne in so reke zmrznile, je švedska vojska zadnje dni leta 1707 po štirimesečnem premoru prečkala zamrznjeno Vislo. Menšikov se je izognil soočenju in se dalje umikal. Namesto da bi sledili poti, po kateri je pustošila ruska vojska, so se Švedi odločili za menda neprehodno Mazursko, in se tako izognili pripravljenim obrambnim črtam Rusov. 

### Neposreden pohod do Moskve ne uspe
Sredi januarja 1708 je švedska vojska pustila Mazursko za seboj in januarja 1708 dosegla Grodno. Car Peter, ki se je z Menšikovom srečal nedaleč od mesta, je menil, da je ruska vojska prešibka, da bi švedsko vojsko tam lahko ustavila; ukazal je nadaljnji umik do litovsko-ruske meje. Švedsko napredovanje je trajalo do začetka februarja, ko se je vojska Karla XII. preselila v prezimovališče v bližini litovskega mesta Smorgon. V tem času se je Karl sestal z generalom Lewenhauptom. Posledice ruske taktike so bile že opazno čutit pri pomanjkanju zalog, kar je ogrožalo nadaljnji napredek. Karl in Lewenhaupt sta se strinjala, da se slednji z 12.000-člansko livonsko vojsko in pridruži Karlovi glavni vojski šele sredi leta. Pomanjkanje zaloge je prisililo švedsko vojsko, da se je sredi marca preselila v Radovškoviče pri Minsku, kjer so bile razmere z oskrbo manj negotove. Vojska je tam ostala še tri mesece, da bi se pripravila na pohod pred njimi. Za podporo poljskemu kralju Stanislausu I. Leszczyńskemu med odsotnostjo Karla je bilo odrejenih in poslanih 5000 mož, tako da se je vojska zmanjšala na 38 000 mož.  Švedska vojska se je zdaj porazdelila med Grodnim in Radovskoviči, medtem ko je 50.000-članska ruska vojska pa je zavzela položaje na črti Polock o Daugave do Mogilew na Dneper. Ruska vojska se je poleg zaščite Moskve s strani Šeremeteva odzvala tudi na morebitno grožnjo Sankt Peterburgu, kar je privedlo do večjega ločevanja sil. Predlog svojega vetovalca Carla Piperja, da naj napreduje proti Sankt Peterburgu in tako zavaruje livonske province, je Karl zavrnil in se odločil, da bo nadaljeval s pohodom na Moskvo. Po začetku poletne ofenzive 1. junija je švedska vojska 18. junija prešla Berezino. Ruske sile so se uspešno izognile poskusu obkolitve in se umaknile za naslednjo prepreko, reko Drut. 30. dne 6. junija je Karl blizu vasi Golovčin dosegel Vabič, pritok Druta. Tam je bila glavna obrambna črta ruske vojske in prišlo je do bojev. V bitki pri Golovčinu so Švedi 14. julija 1708 premagali 39.000 močno rusko vojsko pod vodstvom Šeremeteva, ki je lahko svoje čete umaknil v dobrem stanju. Zmago imajo za kot Pirovo zmago Švedov, saj jih je med 1000 ranjenimi veliko umrlo zaradi neustrezne zdravstvene oskrbe. Sama bitka ni bila odločilna, čeprav so Švedi uspeli premagati rečne ovire sever-jug in pot do Moskve je bila odprta. 
Da bi pričaka generala Lewenhaupta z okrepitvami iz Livonije in nujno potrebno oskrbo, je Karl napredovanje glavne švedske vojske pri Mogilevu zaustavil. Lewenhaupt je konec junija dejansko krenil iz Rige s 13.000 okrepitvami in 16 topovi, a slabo vreme je njegovo napredovanje upočasnilo. Ko je prva švedska vojska prvi teden avgusta prečkala Dneper, jih Levenhauptova vojska še vedno ni dohitela. Karl se je zdaj pomikal proti jugovzhodu, da bi pritegnil pozornost Rusov in zaščitil oskrbovalno vojsko pred napadi. 21. avgusta so Švedi prišli do mesta Hemikov na reki Soš, kjer so se ustavili za še en teden. Ko je Karl dne 23. avgusta je spet usmeril na sever, je bila pot do Smolenska brez ovir, ker je Peter I. zaradi tega koraka zapustil položaj na Horkih in mu sledil.

Peter I se je moral znova obrniti proti severu, da bi preprečil švedsko napredovanje. Ko so Švedi dosegli Moljatiče, so naleteli na obsežne ruske sile, ki so zapirale nadaljnjo pot do Smolenska. V bitki, ki je sledila, so poraženi Rusi utrpeli 700 mrtvih, spet večje izgube kot Švedi s 300 mrtvimi. Do bitke z rusko glavnino ni prišlo, ker so se Rusi zaradi bližajoče se okrepitve Karla umaknili. Soočenje v Moljatičih pa je bilo pomembno, ker so Rusi tam končno pokazali svojo povečano moralo in bojne sposobnosti. Carske čete so medtem dosegle najmanj raven Sasov, kot je po bitki opozoril švedski poveljnik:
Švedi morajo Moskovčanom priznati, da so se dobro odrezali, veliko bolje kot v bitkah pri Narvi ali Fraustadtu in da so Sasom enakovredni, če jih po disciplini in pogumu celo ne presegajo.— Jeffereyes

### Švedska oskrbovalna vojska je uničena
Peter je vztrajal v svoji odločitvi, da se ne bo dal potegniti v odločilno bitko; njegova vojska se je umaknila v gozd. Ob 4. septembra se je Karl odpravil dalje in dosegel Tatarsk in Stariši. Tam pa se je moral soočiti s svojim brezupnim položajem, ko je oskrba s hrano dosegla kritično točko in jih je, kot so poročali izvidniki, ne čaka nič drugega kot opustošena zemlja. Število dezerterjev se je povečalo in o Lewenhauptovi koloni z dobavami še vedno ni bilo nobenih novic. Končno se je švedski kralj odločil, da s pohodom nad Moskvo odneha. Njegov glavni cilj je bil zdaj ohraniti svojo vojsko pri življenju; 16. septembra se je obrnil na jug na še ne opustošena področja.
Ko je Karl sredi septembra zapustil Tatarsk, je bila Levenhauptova oskrbovalna vojska še vedno 80 milj daleč od glavne švedske vojske. Peter je vrzel med obema vojskama nameraval izkoristiti in postavil generala Šeremeteva na čelo ruske glavnine, ki naj bi sledila Karlovi vojski. Skupaj s svojim najbližjim zaupnikom Menšikovim, ki ga je po zmagi pri Kališu postavil za vojvodo Ingrije, je car sam prevzel poveljstvo nad desetimi bataljoni svoje najbolj izkušene pehote, desetimi polki dragonarjev in štirimi baterijami konjeniške artilerije, sile skupaj 11.625 vojakov. Lewenhauptove čete so štele 7.500 pehote in 5000 voznikov, ki so spremljali oskrbovalno kolono s skoraj 1.000 vagoni. Dne 18. septembra je Lewenhaupt prišel do Dnepra. Prehod čez reko se je vlekel cel teden; Rusi so se ves ta čas Švedom bližali in jih 27. septembra ujeli v bližini vasi Lesnaja. V bitki so Švedi izgubili celotno oskrbovalno kolono, poleg tega 607 konjenikov, 751 dragonarjev in 4.449 pehote, 3.000 pa so jih ujeli. Lewenhaupt je deset dni kasneje s preostankom prišel do švedske glavne vojske; 6. oktobra je kralj o oskrbovalni koloni slišal precej drugačne novice, kot je bil upal. 
Daleč stran od tega prizorišča so ruske sile odbile še en švedski napad. Švedska armada z 12.000 vojaki naj bi iz Finske osvojila Ingrijo in požgala novo rusko mesto Sankt Peterburg. Zaradi močne obrambe mesta pa so se morali Švedi odpovedati načrtu in se umakniti v Vyborg; pri tem so izgubili 3000 mož.

### Karel XII. se obrne na jug v Ukrajino
Cilj Karla XII., da gre od Severnaje po cesti v Kalugo nad Moskvo, takoj ko se stanje vojske z oskrbo izboljša, zaradi katastrofe pri Lesnaji ni bil več smiseln. Karl se je zato odločil za novo strategijo: že dolgo časa je bil v stiku z Ivanom Mazepo, hetmanom ukrajinskih kozakov. Na Donu je jeseni 1707 izbruhnil bulavinski upor kozakov in kmetov proti carski vladavini, ki ga je Peter I. neusmiljeno zatrl. Mazepa je izgubil carjevo naklonjenost; menil je poleg tega, da Rusija krši Perejaslavsko pogodbo. Od takrat je iskal način, kako bi Ukrajino osvobodil ruskega objema. Švedskemu kralju je obljubil tudi, da ga bo podprl z vojsko 100.000 mož, če bodo Švedi napredovali v Ukrajino. Karl XII. nato proti nasvetu svojih generalov ukazal pohod v Ukrajino. A pričakovana okrepitev s strani kozakov se ni uresničila; Rusi so poslali vojsko pod vodstvom generala Menšikova, katerega čete so zasedle glavno mesto Mazepe Baturin in brez posebnega ozira pobile veliko njegovih privržencev, s 6000 do 7500 žrtvami med civilnim prebivalstvom. Mazepa je lahko priskrbel le majhno število mož, ki so jih je obljubil, najprej 3000, kasneje pa 15.000 moških. Karl je zimo preživel v Ukrajini, še vedno prepričan, da bo naslednje leto dosegel svoje cilje. 23. decembra se je ruski bataljon pri Vepriku na Pseli postavil Švedom po robu in nasprotnika uspel zadržati do 7. decembra. Konec januarja 1709 je kralj nadaljeval svoj pohod na jug. Zima 1708/09, najtežja tistega stoletja, je za Švede bila uničujoča.

### Katastrofa pri Poltavi
Na začetku pomladi 1709 je bilo v Rusiji za boj pripravljenih manj kot 30.000 mož, skoraj polovica švedske vojske, z malo topovi. Zlasti v Nemčiji vpoklicane vojake je mrazhudo prizadel. Podprli so jih oddelki zaporoških kozakov, ki so car Petra prisilili, da je svoje sile razdelil. Kljub napetemu stanju glede oskrbe se je Karl odločil oblegati mesto Poltavo, oskrbovalno središče z velikimi zalogami smodnika in drugo opremo. Na začetku aprila 1709 je z 8.000 vojaki obdal mesto in pričakoval, da se bo hitro predalo. Vendar so rusko posadko pod polkovnikom A. Kelinom podprli ukrajinski kozaki in lokalno prebivalstvo, tako da je vzdržala 87 dni. Potem ko je car Peter premagal zaporoške kozake, se je s svojimi 60.000 vojaki obrnil proti Poltavi, da razbremeni oblegano mesto. Prečkali so reko Vorskla in nekaj kilometrov severno od mesta postavili utrjeno taborišče. Ko je rusko poveljstvo izvedelo za težaven položaj švedske vojske, se je car odpovedal svoji politiki izogibanja. Karl XII., ki je bil 28.junija greg. bil v izvidnici ranjen, se odločil preprečiti bližajoči se spopad z napadom na utrjeno taborišče. Da bi osredotočil vse sile na to nalogo, je Lewenhaupt zahteval, da se obleganje opusti, vendar je kralj odklonil in dal Poltavo dalje oblegati. V dejanski bitki se je tako pod feldmaršalom Rehnskiöldom borilo le 20.000 mož. Ker je primanjkovalo smodnika, so morali vojaki v boj iti z nasajenimi bajoneti in večinoma brez krogle v mušketi. Za napad so lahko uporabili le 4 od 32 topov. Tako je 8. julija 1709 greg. prišlo do odločilne bitke pri Poltavi v Ukrajini. Nenaden napad naj bi Ruse zmedel in povzročil njih razpad. Toda potem, ko je švedski napad imel le zelo omejen uspeh, so Rusi prešli v odprto bitko, v kateri so zaradi svoje premoči Švedom zadali uničujoč poraz. Mnoge švedske častnike, med drugimi feldmaršala Rehnskiölda, so Rusi ujeli.
Pobegla vojska, ki se je sestavljala le približno 15.000 mož in 6000 Kozakov. se je po bitki zbrala v taborišču blizu Puškarivke. Po preureditvi in počitku naj bi se vojska umaknila na Poljsko po južni poti skozi osmansko ozemlje. Na dan bitke so vojaki krenili proti jugu vzdolž Vorskle. 10. julija je vojska prišla do Perevoločne ob izlivu Vorskle v Dneper. Odkrili so, da na tem mestu ni ne mostu ne možnosti reko prebroditi, nekaj čolnov, ki so bili na voljo, pa ne bi zadostovalo za evakuacijo celotne švedske vojske.
Švedski štab je zdaj sklenil, da ranjeni in spremstvo iz Švedske in Kozakov prečkajo Dneper na osmansko ozemlje, vojska pa naj se odpravi nazaj do Vorskle, napreduje proti jugu na Krim, da se tam sestane s kraljem. V noči na 7. julij jul. / 11. julij 1709 greg. se je kralj z Ivanom Mazepo, njegovim spremljevalcem Kostom Hordijenkom ter 900 Švedi in 2000 Kozaki dal prepeljati čez reko. Vojska, ki je bila zdaj pod poveljstvom generala Lewenhaupta, se je pripravljala na odhod naslednje jutro. Ob osmi uri pa je pod Menšikovim, ki je bil na poltavskem bojišču še vedno povišan v feldmaršala, prispela ruska enota s 6000 dragonci in 3000 Kalmiki. Lewenhaupt je takoj začel s pogajanji in dosežen je bil dogovor o predaji, čeprav je bilo Švedov skoraj dvakrat več kot nasprotnih ruskih čet. Zjutraj 30 junija jul. / 11. julija Greg. ob 11. uri se je švedska vojska predala z okoli 14.000 vojaki, 34 pištolami in 264 zastavami. Večina preostalih Kozakov je zbežala na konjih, da bi se izognili kazni zaradi izdaje. Skoraj 30.000 Švedov je prišlo v rusko ujetništvo po Poltavi, skupaj z 2.300 častniki. V Moskvi so smeli živeti samo najbolj ugledni med njimi, na primer general Lewenhaupt in državni svetnik Piper, ki svoje domovine nikoli več nista videla.
Čete okoli kralja Karla so dosegle 17. julija Bug, kjer je paša von Očakov dovolil, da stopijo na tla Osmanskega cesarstva. Zadnjo stražo 600 mož je 6000 ruskih konjenikov dohitelo in ubilo severno od Buga, preden jim je uspelo priti čez reko. Karlov pohod v Rusijo se je tako končal s katastrofalnim porazom, ki je pomenil odločilno prelomnico v celotni vojni.
qqq

### Obnova Nordijskega zavezništva
Po porazu pri Poltavi je bilo švedsko matično področje več ali manj odprto sovražniku in brez zaščite lastnih čet. Poleg tega je bil švedski kralj tisoč kilometrov stran od svojega kraljestva. V teh ugodnih razmerah so nekdanji zavezniki obnovili stara zavezništva.
Že pred bitko pri Poltavi je volilna kneževina Saška 28. junija 1709 v Dresdnu oživila svoje zavezništvo z Dansko. Na srečanju treh kraljev v Potsdamu in Berlinu sta v Avgust Močni in danski monarh Friedrich IV. Julija 1709, ob odločitvi v Ukrajini prepričevala pruskega kralja Friedricha I., ki pa se zaradi bremen v španski nasledstveni vojni in ob spominih na prejšnje sporazume o nevtralnosti s Švedsko ni mogel pridružiti zavezništvu.
Po vkorakanju ruske vojske v Poljsko in po pogajanjih Petra I. S svojim nekdanjim zaveznikom je volilna kneževina Saška odpovedala Altranstädtsko mirovno pogodbo s Švedsko. 20. avgusta 1709 so saške čete znova vpadle v Poljsko. Šibke švedske čete pod poveljstvom generala Krassowja so se z 9.000 možmi umaknile v Stettin in Stralsund na švedskem Pomorjanskem. Poljski kralj Stanislaus I. Leszczynski, ki so ga ustoličili Švedi, je prek Stettina in Kristianstada pobegnil v Stockholm. Car Peter I. je dal ruski odred pod poveljstvom Menšikova švedske čete zasledovati vse do Pomorjanije. Vloga Poljske kot vojskujoče se sile se je od začetka vojne stalno zmanjševala. Tako je država v naslednjem obdobju igrala samo podrejeno vlogo, saj Avgustu II. moči monarhije ni uspelo okrepiti. Ponovno vzpostaviti kraljevsko dostojanstvo za Avgusta je bilo mogoče le z rusko pomočjo. To je bil znak za vse večji vpliv in nadzor poljske republike odzunaj.
7. Oktobra 1709 so v Torunjski pogodbi obnovili protišvedsko zavezništvo med Saško in Rusijo. Pri Jarosławu je 10. junija 1710 sledil dansko-ruski pakt o medsebojni podpori. Potem ko je kralj Karl XII. iz izgnanstva v Otomanskem cesarstvu ponovno zavrnil mirovna pogajanja, sta se Danska in Rusija, da bi njunega nasprotnika prisilili k miru, dogovorili za načrt grožnje švedski prestolnici Stockholmu. V naslednjih letih pa so se zavezniške akcije dogajale samo na vojnem prizorišču v severni Nemčiji, na Finskem in v severnem Baltskem morju pa se v glavnem borila samo Rusija.

### Danska invazija na Skåne
Skupni dansko-ruski načrt napada je nameraval nasprotnikapo dveh nasprotnih osvajalskih poteh vzeti v klešče. Danski pohod na Stockholm naj bi šel skozi južno Švedsko, Rusija pa bi po osvojitvi Finske in Alandskih otokov napredovala z morja. Zavezniki so južno pot napada obravnavali kot pomembnejšo in so se je kot prve lotili. Pozno jeseni 1709 so Danci začeli s pripravami na invazijo na Skåne in zbrali veliko floto na Øresundu. 1 novembra jul. / 12. novembra greg. leta1709 je invazijska sila pristala v ribiški vasici Råå. Švedska stran tam ni nudila skoraj nobenega odpora. Čeprav je švedska vojska kmalu po Poltavi začela novačiti nove vojake, je švedski poveljnik Magnus Stenbock šele pozno poleti 1709 poslal en sam bojni polk v Skåne. Ker se je protinapad zdel nesmiseln, so se umaknili v Småland. Danska je decembra nadzorovala skoraj ves osrednji Skåne z izjemo Malmöja in Landskrone. Cilj danskih vojnih načrtov je bil zavzeti švedsko pomorsko oporišče v Karlskroni. Danska vojska je januarja 1710 pri Kristianstadu premagala manjšo švedsko enoto.
Magnus Stenbock se je medtem trudil okrepiti švedsko vojsko. Nekaj novih polkov se je zbralo blizu Växjöja, kjer so neizkušene čete na zamrznjenem jezeru vadile bojne tehnike. 4. februarja jul. / 15. februarja greg. / 5. februarja 1710 Swed. so Stenbockove sile bile v Osbyju, kjer so se jim pridružile druge enote. Švedske sile na jugu Švedske so zdaj štele 16.000 mož. Po Stenbockovem mnenju je bil Helsingborg] ključ do Skåneja, zato je vojska krenila proti jugu, da bi prekinila danske poti za oskrbo. Bitka pri Helsingborgu se je odločila v korist Švedov. Po porazu so se ostanki danske vojske skrili za obzidje mesta. Ker njihove lastne moči niso zaradi utrjenega položaja Dancev niso zadoščale, se je švedski vojni svet odločil, da ne bo napadel, vendar je Magnus Stenbock ukaza, da se Helsingborg oblega. Danske enote so bile tako oslabljene, da so Skanijo 15. marca 1710 zapustile in odplule na Dansko. Podvig tako ni uspel in prvotnega vojnega načrta ni bilo več mogoče izpolniti. Danske izgube v neuspelem poskusu invazije so bile uničujoče. Več kot 7.500 vojakov je bilo ubitih, ranjenih ali ujetih. Na švedski strani je bilo približno 2.800 mrtvih ali ranjenih.
Srečanje švedske flote in danske flote pod vodstvom Ulrika Christiana Gyldenløveja oktobra 1710 v zalivu Køge se je končalo s prednostjo za Dance.

## Ruske ofenzive na vzhodu (1710-1714)
Po preobratu vojne so se zavezniki dogovorili o nadaljnjih napadih na Švedsko. Potem ko je Danska v hitrem vpadu na južno Švedsko doživela hud poraz, se je skupaj z Rusijo in Saško osredotočila na osvajanje švedskih posesti v severni Nemčiji. Istočasno je Rusija napadla še zadnje posesti v švedskih baltskih pokrajinah. Po vojni napovedi je Otomansko cesarstvo sprva odlašalo z ofenzivnimi potezami proti Švedski. Car Peter I. je sicer bil enkrat poražen, vendar je lahko leta 1713 nadaljeval vojno proti Švedski in do leta 1714 osvojil vso Finsko. Ruski program pomorske gradnje ladij je dosegel, da je Rusija prevladala na Baltskem morju, zaradi česar je švedska obala v naslednjih letih ostala brez obrambe pred ruskimi napadi.

### Dokončna osvojitevLivonijein Estonije
Medtem ko se je Karl XII. pogajal s sultanom o vstopu Osmanskega cesarstva v vojno, je car Peter dokončal osvajanje Livonije in Estonije. Rusi so junija 1710 po obleganju zasedli Vyborg. Julija 1710 se je Riga po dolgem obleganju predala vojakom feldmaršala Borisa Petroviča Šeremetjeva. 14. avgusta 1710 se je po kratkem obleganju predal Pernau. Potem ko je kapituliral Arensburg in so Rusi zasedli otok Ösel, je bil Reval (današnja estonska prestolnica Talin) zadnja trdnjava, ki je bila v posesti Švedske v Livoniji. Po ruskem pohodu skozi Livonijo pozno poleti 1704 so bile utrdbe močno obnovljene in razširjene, garnizija pa povečana na skoraj 4.000 mož. Obsedanje mesta s strani ruskih čet se je začelo sredi avgusta 1710. Kuga je izbruhnila na začetku avgusta, z navalom beguncev in posledično prenaseljenostjo se pospešeno širila. Razmere so se poslabšale do te mere, da je švedsko vodstvo končno 29. septembra je podpisalo predajo in mesto prepustilo ruskemu poveljniku Fjodorju Matvejeviču Apraksinu.
Pod poveljstvom Romana Brucea, brata predstojnika generalštaba Jacoba Brucea, so poslali kontingent ruskih vojakov iz Vyborga na drugo stran Karelske ožine, da zavzame trdnjavo Kexholm na severozahodnem bregu Ladoškega jezera. Po več kot dveh mesecih obleganja se je 19. septembra 1710 švedska trdnjava Kexholm predala. S tem je bila nevarnost nepričakovanih napadov s severa na Peterburg preprečena. Ob koncu kampanje so Rusi imeli v rokah tri globokomorska pristanišča v Baltiku in široko, močno zavarovano območje okoli St. Peterburga, ki je bil razglašen za novo prestolnico ruskega cesarstva. Kasneje se je pozornost Rusije za nekaj časa prestavila na jug zaradi vojne proti Osmanskemu cesarstvu.
Velika zmaga carja Petra pri Poltavi in nadaljnja osvajanja v baltskih državah so imele za posledico nezaupanje, zlasti na sultanovem dvoru, kjer je poleg Mazepe in Karla XII. tudi krimski kan Devlet II. Giray je zahteval protiukrepe. Peter je v Istanbul poslal svojega veleposlanika Petra Tolstoja in zahteval, da mu izročijo Karla, kar pa je bilo zavrnjeno. Ko je car Peter odločno zahteval, da se Visoka porta odloči glede vojne ali miru, je sultan Ahmed III. v odgovor vrgel veleposlanika v zapor. Ko je Devlet II. Giray januarja 1711, ob podpori 10.000 pro-švedskih ukrajinskih kozakov, več kot 4.000 Poljakov in 700 Švedov, z več kot 80.000 Tatari vpadel v Ukrajino, je Peter I. 25. Februarja v katedrali Uspenski v moskovskem Kremlju napovedal vojno Osmanskemu cesarstvu. 8. Marca 1711 je Osmansko cesarfstvo napovedalo vojno ruskemu monarhu. To je za carja Petra poomenilo nevarne razmere, ki bi lahko postavile pod vprašaj uspeh na Poltavi, saj je bil zdaj v vojni na dveh frontah in je komajda lahko pričakoval, da mu bodo zavezniki učinkovito pomagali.
Zaradi tega se je Peter I. odločil za ofenzivo in s svojo vojsko preko Dnestra vpadel v Osmansko cesarstvo. Upal je na vstajo pravoslavnih kristjanov na Balkanu, ki bi osmanskim vojakom preprečila prehod prek Donave. Ta vstaja, ki mu jo je obljubil moldavski princ Dimitrie Cantemir, se ni uresničila. 5. julija 1711 je car, oslabel zaradi hude bolezni, prišel do Jassy. 17. julija je predhodnica poročala o napredovanju osmanskega velikega vezirja Baltajija Mehmed-paše. Celotna ruska vojska je zdaj odhitela nazaj k Prutu, ob tem nenehno vpletena v spopade. Ko se je 19. julija 38.000 Rusov v bližini mesteca Huși na Prutu utrdilo, so jih obdale po številu veliko močnejše osmanske čete. Peter je bil zdaj na milost in nemilost izročen velikemu vezirju, ki se je odpovedal izstradanju Rusov in je namesto tega sprejel carjevo ponudbo miru, ki ji je bilo menda priloženih 250.000 rubljev, da Rusom dovoli časten odhod. V Prutskem miru je Rusija Osmanskemu cesarstvu odstopila trdnjavo Azov, ki je bila zavzeta leta 1696, in se zavezala, da se bo umaknila z ozemelj Kozakov. Karl XII. je ostal v Otomanskem cesarstvu in je novembra 1711 in novembra 1712 še dvakrat neuspešno poskusil prepričati sultana, da naj gre v vojno proti Rusiji. Visoka porta pa za nadaljnje vojaške podvige ni imela sredstev. Mir v Adrijanopolu 24. junija 1713 je ob posredovanju pomorskih sil razjasnil preostale razlike med Rusijo in Osmanskim cesarstvom.

### Zavzetje Finske
Po neuspešnem prodoru na Prut se je car Peter zopet vrnil na vojno prizorišče na Baltskem morju, da bi povečal pritisk na Stockholm. Po nekaj logističnih težavah se je spomladi 1713 začela dolgo načrtovana invazija na Finsko. Za kampanjo na Finskem je bilo predvideno sodelovanje med vojsko in mornarico. V ta namen so pospešili širitev ruske flote: leta 1713 je bilo na voljo 13 velikih vojnih ladij in fregat, dodatne ladje pa so kupili na Nizozemskem in v Angliji. Vendar pa je bila posebna pozornost namenjena gradnji manjših ladij. Flota galer dobila trdno strukturo: sestavljale so jo tri divizije, po 50 ladij in 5400 mornarjev vsaka. Car Peter I je bil medtem 14. februarja 1713 zapustil obleganje Tönninga in dosegel 22. marca dospel v St. Peterburg. Polno oborožena ruska flota, skupaj 204 ladij s 16.000 možmi, je konec aprila zapustila Peterburg in pristala 10. maja blizu Helsingforsa. Tamkajšnji švedski poveljnik Georg Lybecker ni čakal, da bi začela invazijska sila bombardirati, temveč je mesto požgal in se po evakuaciji finske prestolnice Åbo (Turku) pred ruskimi preganjalci s 3300-člansko švedsko posadko umaknil na vzhod v Borgå (finski Porvoo) s15.000 vojakov močnim švedskim korpusom. Ruska flota se je nato pripravila napad na Borgå. 22. maja zvečer so se ruski vojaki neovirano izkrcali v bližini tega mesta. Medtem se je pred Helsingforsom pojavila švedska eskadrilja pod viceadmiralom Lillie. Švedi so se bitki izognili. Ruske ladje so jih zasledovale, pri tem so tri nasedle. Dve je bilo mogoče spet sploviti, tretjo pa so morali požgati. Rusi so za to napačno krivili viceadmirala Corneliusa Cruysa, nizozemskega in norveškega rodu. Ruski pomorščaki še niso mogli obvladati težkega manevriranja velikih vojaških ladij po težkih plovnih poteh Finskega zaliva z njegovimi peščenimi hrbti, plitvinami in otoki. Velike vojne ladje so bile zato poslali nazaj v St. Peterburg, gibčnejše galere pa so ostale na območju Borgå.
Preden se je car Peter, ki se je operacije udeležil kot kontraadmiral, septembra vrnil v Rusijo, je poveljstvo nad floto predal Fjodorju Matvejeviču Apraksinu. Pri Švedih je neuspešnega Lybeckerja avgusta 1713 zamenjal general Carl Gustaf Armfeldt. Lybecker je za seboj pustil slabo opremljeno, stradajočo in demoralizirano vojsko, katere glavna težava je bilo izvidništvo, saj konjenica za te naloge ni bila več sposobna. Ko je februarja 1714 ruski general Mihail Golicin odpotoval na Ostrobotnijo, je Armfeldt razpostavil svoje sile na obrambne položaje blizu vasi Napo vzhodno od Vaasa. Po ruski zmagi v bitki pri Storkyro 19. februarja je bila celotna švedska vojska na Finskem uničena.

### Rusija zavlada nad Baltskim morjem
Premoč v severnem Baltskem morju je bil prvi pogoj za ogrožanje Stockholma. Na kopnem so bile ruske oborožene sile boljše od švedskih. Na vodi pa so prevladovali Švedi s svojimi velikimi ladjami, ki so lahko nosile veliko topov. Edina možnost za zmago ruske flote je bila bitka blizu obale. Car je z vsemi silami podvojil svojo baltsko floto in postavil ladje pod poveljstvo izkušenih Benečanov in Grkov. Konec maja 1714 je admiral Apraksin odplul iz Kronstadta z nalogo, da pokrije nadaljnje napredovanje na Finskem in pristane na Ålandu. Avgusta 1714 sta se obe floti pomerili v bližini polotoka Hanko. Potem ko je Peter I. osebno pripeljal dodatne okrepitve iz baltskih držav, so se ruske galeje med prebile skozi točo švedskih granat in naskočile zaradi vztrajnega brezvetrja nepremične švedske ladje. Nato so Rusi pristali na Alandskih otokih. Ruska flota je tako zavladala severnemu Baltskemu morju.
Pomorska zmaga pri Hanku je bila strateškega pomena. Švedske ladje, ki so se jadrale v Finskem zalivu, so se umaknile. Alandsko otočje je bilo avgusta 1714 zajeto brez boja. Zmaga je zagotovila tudi osvojitev južne Finske, ki se je končala z zavzetjem mesta Nyslott (Savonlinna) 9. avgusta. Botniški zaliv je bil zdaj odprt za ruske ladje. Mogoče je bilo sedaj celo napadati matično ozemlje Švedske in v Stockholmu so prejeli ukrepe za obrambo pred napadi z morja. Jeseni 1714 so ruske čete prvič pristale neposredno na švedskem ozemlju blizu Umee, mesto je garnizon po kratki bitki zapustil. Potem ko so uničili pomembne vojaške in gospodarske objekte, so se Rusi oktobra ponovno umaknili nazaj na Finsko. Princ Golicin je bil imenovan za finskega guvernerja. Čas ruske okupacije med 1713 in 1721 se je v finsko zgodovino zapisal kot čas velikih nemirov.

## Bitka za švedske posesti v severni Nemčiji (1711–1715)
Medtem ko je Rusija v 1710 in 1711 osvojila preostale švedske trdnjave v Livoniji in Estoniji in je v naslednjih letih pod svoj nadzor spravila tudi vso Finsko, je bilo osvajanje švedskih posesti v severni Nemčiji potekalo veliko teže. Razlog za to so bile močne utrdbe v Wismarju, Stralsundu in Stettinu. Poleg tega so Švedi vladali južnemu Baltskemu morju in so lahko večkrat iztovorili zaloge in sveže čete, da prekrižajo oblegovalne poskuse zaveznikov. Danci, Rusi in Sasi po drugi strani so morali prehoditi velike razdalje. Čeprav so se zavezniki prvič in potem nikoli več na tem prizorišču usklajeno nastopili, so nesoglasja in medsebojna nezaupanja zavrla učinkovitejši pristop, tako da so šele v tretjem poskusu padle še zadnje švedske utrdbe v švedski Pomeraniji. Šele ko sta v vojno vstopila Hannover in Prusija leta 1715, je koalicija končno imela vojaško premoč.

### Brezuspešno obleganje Wismarja in Stralsunda
Po neuspelem poskusu invazije na Skåne leta 1710 so se danska vojna prizadevanja naslednje leto preusmerila na severno Nemčijo. Prvotno je danski kralj Friedrich IV. načrtoval nov napad na Švedsko s Zelandije, vendar zaradi kuge na otoku do tega ni prišlo. Zato se je odločil, da svoja nadaljnja vojna prizadevanja osredotoči na švedske posesti v severni Nemčiji. Države Velikega zavezništva so bile močno zainteresirane za to, da vojno držijo proč od Nemčije. Tako je na haaškem koncertu 31. Marca 1710 cesar Jožef I Habsburški v dogovoru z Nizozemsko in Anglijo zahteval nevtralnost za švedske in danske posesti v Nemčiji. Ker pa je Karl XII. proti temu protestiral, se tudi Danci niso držali dogovora. Danska vojska z 19.000 vojaki se je zbrala v Holsteinu in julija napadla. Po uspešnem napredovanju je 17 avgusta 1711 danska obkolitvena armada pod vodstvom generalpodpolkovnika Schönfelda začela oblegati trdnjavo Wismar. Zaveznikom kralja Friderika IV., še posebej Avgustu Močnemu, pa je uspelo prepričati ga, da vsa prizadevanja osredotoči na osvojitev trdnjave Stralsund, ki je pomembnejša. Tako je danska vojska nadaljevala pohod skozi Mecklenburg, pred Wismarjem pa je ostala le šibka opazovalna in obkolitvena enota, ki švedske enklave ni bila sposobna osvojiti. 29. dne. Avgusta 1711 so danske čete pod poveljstvom svojega kralja prvič vdrle v Damgarten v švedski Pomeraniji. Tam so imeli Švedi pod polkovnikom Karlom Gustavom Dükerjem na voljo le 8000 mož. Ruske čete pod feldmaršalom Menšikovim in saške čete pod generalom Flemmingom iz Poljske so se Dancem pridružile v začetku septembra 1711. Prišli so skozi Brandenburg Neumark in Uckermark in se pred Stralsundom združili z dansko vojsko. Članice Severnega zavezništva so tako bile prvič vključene v skupno operacijo. Številčno slabši Švedi so se zaradi nasprotnikove premoči omejili na obrambo trdnjav Stettin in Stralsund ter otoka Rügen.
7. septembra 1711 je zavezniška vojska prvič začela oblegati Stralsund, ki so ga v naslednjih letih še večkrat oblegali. Posadko Švedov je sestavljalo 9000 mož pod poveljstvom generalmajorja Ekeblada. Obleganje pa se je zatikalo, ker je zavezniški vojski primanjkovalo težkega topništva in hrane za približno 30.000 vojakov. Razlog za to so bile težave pri koordinaciji med zavezniki. Šele na začetku novembra je nekaj ladij z zahtevanim topništvom doseglo oblegovalce, ki so do takrat imeli znatne izgube zaradi bolezni in lakote. Švedi so še vedno imeli nadzor nad morjem v južnem delu Baltskega morja in so iz mornariškega oporišča onkraj morja v Karlskroni lahko učinkovito razbremenili oblegano trdnjavo. 4. decembra je švedska flota, sestavljena iz 24 linijskih ladij in štirih fregat, s tem ukazom izplula iz Karlskrone. 8. decembra 1711 je flota pristala blizu Pertha na Rügenu, da bi podprla 6000 Švedov v Stralsundu. Friedrich IV. je obupal, da bi lahko hitro zavzel mesto, in se 7. Januarja 1712 s preostalimi silami umaknil nazaj v Wismar in Mecklenburg. Med sedemnajst tedenpv dolgim obleganjem Stralsunda je izgubil več kot tretjino moči. Danci so pred Wismarjem upri Lübowu ob široko zasnovanem izpadu švedske posadke uspeli dobiti bitko. Toda ko je trdnjava po morju prejela še 2000 mož iz Švedske, so se Danci tja umaknili v zimska taborišča v Mecklenburg.

### Zavzetje Bremen-Verdena
V času spopadov 1712 se je Danska osredotočila na švedsko cesarsko ozemlje Bremen-Verden, Rusija in Saška pa na Švedsko-Pomeranijo. Leta 1712 je 12.000 danskih vojakov vkorakalo v švedsko vojvodstvo Verden. Ta oddaljena švedska lastnina je bila zelo slabo zaščitena. V glavnem mestu Stade je imel švedski guverner grof Mauritz Vellingk 2200 mož in nezanesljivo deželno milico. Razpoloženje lokalnega prebivalstva je bilo zaradi let rekrutiranja do Švedske vse bolj sovražno, tako da je izbruhnila vstaja, ki jo je bilo mogoče zatreti le s silo orožja. Ker je volilni knez v Hannovru danski vojski prepovedal pohod prek njegove države, so Danci 31. julija1712 s 150 ladjami prečkali Labo blizu Brockdorfa in Drochtersena. Buxtehude in Schwingerschanze nista bili oviri, po prihodu saškega topništva pa je danska vojska napredovala pred Stade. 6. septembra 1712 se je mesto predalo Dancem. 1. oktobra 1712 je padla tudi dežela Bremen. Celoten Bremen-Verden je bil v posesti Danske.
Ottersberg in Verden je zasedel Hannover, ki si ni smel dovoliti, da bi ga z dvigom danske moči spet odrezali od morja. V interesu volilne kneževine je bilo, za kasnejša mirovna pogajanja uveljaviti svoje zahteve za celotno območje. Hanoverska vladajoča dinastija Gvelfov je po diplomatski poti skušala prepričati Dansko, da se odreče vojvodstvom. V dolgih pogajanjih, ki so sledila, na začetku ni bilo mogoče doseči nobenega sporazuma, saj si je Danska prizadevala za visoko finančno nadomestilo. Šele ko je Georg I. konec leta 1714 postal angleški kralj in imel hrbet pokrit z močno mornarico, so se pogajanja premaknila. Velika Britanija ni neposredno sodelovala v vojni, je pa posredno s prisotnostjo svoje flote v Baltskem morju pomagala zaveznikom. Kot je Prusija Hannovru v zavezniški pogodbi z dne 27. aprila 1715 prisodila Bremen-Verden kot njihovo posest, Danska se ni mogla več upreti diplomatskemu pritisku v protišvedski koaliciji in je 2. maja 1715 Bremen-Verden proti odškodnini odstopila Hannovru.

### Švedski pohod na Holstein
Ruska vojna prizadevanja v kampanjskem letu 1712 so bila prvotno usmerjena proti Stettinu, v upanju, da bo Prusija, ki je kazala zanimanje za ustje Odre, ob zavzetju vstopila v vojno proti Švedski. V ta namen so Rusi junija 1712 pred mestom zbrali 40.000 mož. Danska je napad želela podpreti s premestitvijo topništva za obleganje; ruska vojska topništva zaradi dolge poti ni imela s seboj. Zaradi zamud pri prevozu danskih minometov in topov je feldmaršal Menšikov nehal z blokado in nadaljeval proti Stralsundu, za katerega po vrsti drugo obleganje je bilo mobiliziranih 7000 Sasov in 38.000 Rusov. Na Švedskem so medtem na novo vpoklicali nabornike, da bi se borili na nemških in poljskih tleh in tako razbremenili oblegane utrdbe na švedskem Pomeraniji. 3. Septembra je švedska flota 24 linijskih ladij, treh fregat in 130 transportnih plovil z 10.000 možmi izplula iz Karlskrone. Nekaj dni kasneje je Magnus Stenbock, povišan v feldmaršala, s švedsko vojsko pristal na Rügenu. Vendar pa je večino transportnih ladij danska mornarica v bitki 7. septembra 1712 uničili (→ bitka pri Rügenu), saj so Danci prevladali nad švedskimi vojnimi ladjami, ki so neoboroženo floto pustile brez obrambe. Zaradi teh izgub je bila preskrba izkrcanih švedskih vojakov prekinjena in načrtovani drugi prevoz z dodatnimi 6000 ljudmi, topništvom in spremstvom ni prišel več v poštev. Potem ko so si švedski vojaki na Rügenu nekoliko opomogli, so jih pripeljali v Stralsund.
Zaradi izkrcanja švedskih čet so zavezniki morali znova prekiniti obleganje Stralsunda. Toda mesto dolgoročno ni moglo oskrbeti tako velike vojske. Ker je bilo vrniti se prav tako nemogoče, se je moral Stenbock odločiti za izpad, da enote koalicije potisne nazaj iz Pomorjanije in vojno preseli v Mecklenburg in Holstein. Ker so saške in ruske čete med obsedanjem Stralsunda vkopale na črti od Greifswalda do Tribsees, preboj Švedov proti Pomeraniji ni bil mogoč, zato se je moral Stenbock določiti za Mecklenburg. 2. novembra se je napotil s 14.000 pehotami in konjeniki. Izbruh je vodil čez prelaz blizu Damgartena čez Recknitz do pomeranske meje. Ob 4. Novembra je bila celotna švedska vojska na meklenburških tleh. Danske in saške čete, ki so tam stale, so se nato umaknile. 5. novembra je saški volilni knez ki je prišel do Tribsees in Sülze, danskemu kralju Frideriku IV. pojasnil položaj in mu predlagal, da združita vojaške enote. Zaradi napredujočih Švedov pa to ni bilo več nemogoče. Švedska vojska se je premaknila pred Rostock in mesto zavzela, ker je od tam bila možna boljša komunikacija z Wismarjem, Stralsundom in Švedsko. Saške in ruske čete so sledile premikom Stenbocka in se namestile v Güstrowu. Med pogajanji med vojskujočimi se stranmi so sklenili ogenj za dva tedna prekiniti, ki so jo zavezniki želeli izkoristiti zato, da obkolijo švedsko vojsko in pridobijo ćas, saj je napredovanje Dancev še vedno zaostajalo.
Stenbock je uvidel, da je nujno treba nasprotnike napasti vsakega posebej, preden se lahko združijo. Nadaljnje okrepitve za načrtovano podjetje so prispele iz garnizona v Wismarju. Ko je Stenbock zvedel, da je danska vojska pod vodstvom Friedricha IV. v bližini, se je odločil, da bo najprej napadel dansko vojsko, preden se bo lahko združila s Sasi in Rusi. Zato je ukazal pohod na Neukloster. Po kampanji v Bremen-Verdenu in zaradi nadaljnjih izgub zaradi bolezni in dezerterstva je imela danska vojska samo 17 bataljonov pehote velikosti pod nominalno močjo, 46 eskadrilj konjenice in 17 lahkih topov, skupaj okoli 15.000 mož, dd tega 6000 na konjih. Danci so pričakovali saško okrepitev, vendar je njihovih 3000 vojakov prispelo šele po začetku bitke.
20. decembra 1712 je v bitki pri Gadebuschu, ki je sledila, švedska vojska bila zmagovita. Zavezniški Danco in Sasi ki so izgubili 6000 mož in neurejeno pobegnili. Pa tudi švedska vojska je v bitki utrpela velike izgube, poleg tega jo je morilo pomanjkanje oskrbe. Danska pehota se je razpršila, vendar se je kmalu lahko reorganizirala in kljub velikim izgubam ostala sposobna bojevati se. Feldmaršal Stenbock se je zato odločil, da bo s svojo prizadeto vojsko krene v Holstein, saj je bilo tam pričakovati boljše razmere v oskrbi, poleg tega bi tako še dalje pritiskal na Dansko. Med napredovanjem je januarja 1713 dal mesto Altona požgati kot maščevanje za prejšnji danski napad na Stade. Nato se je pomaknil v danski vojvodini Schleswig in Holstein. Ko pa so se Danci združili s Sasi in Rusi, so razmere za švedsko vojsko v Holsteinu postale nevzdržne. Ruska vojska je zdaj Švede dohitela, ruski car Peteri I. je bil osebno na njenem čelu. 31. januarja 1713 so ruske čete potisnile švedsko vojsko v trdnjavo Tönning, ki je pripadala Schleswig-Holstein-Gottorfu. Tam je Magnusa Stenbocka z 11.000 vojakov danskih, ruskih in saških vojaških sil tri mesece oblegalo, dokler ni bil prisiljen, da 16. maja 1713 kapitulira. Preostanek svojih dni je švedski general preživel kot zapornik v danski trdnjavi in si kratil čas z rezbarjenjem miniatur, katerih neponovljive filigranske podrobnosti so še danes tehnična uganka.

### Zavzetje Stettina
Bremen-Verden, Szczecin in nezaščiteno podeželje v švedski Pomeraniji so bili v začetku leta 1713 pod nadzorom zaveznikov. Hkrati so ruske sile bile na Finskem v ofenzivi. Po izgubi vojske pod Stenbockom preostale sile razmer na švedskem Pomorjanskem niso mogle več spremeniti. Sile švedskega cesarstva so bile za to že preveč napete. Gottorf se je zdel izgubljen tudi za Švedsko. Tudi Prusija, ki se je doslej izogibala konfliktu, je samo čakala na ugoden trenutek, da vstopi v vojno. Da bi se nemška posest ohranila za Švedsko, naj bi poskrbeli diplomatski sporazumi, ki bi usodo Szczecina predali v roke tretji, nevtralni sili. Vendar odstopna pogajanja Švedske s Prusijo niso uspela. Namesto tega se je novi pruski kralj Friedrich Wilhelm I. o odstopu Szczecina pogajal z zavezniki, ki so se pa po obleganju Tönninga neovirano vrnili iz Holsteina nazaj v Pomeranijo. Da maščujejo Altono, so požgali in porušili Wolgast in GartAvgusta 1713 so ruske in saške enote pod vodstvom kneza Menšikova začele napad na Szczecin, v katerem je bil garnizon 4.300 mož. Mesto se je predalo 19. Septembra 1713, potem ko je osemurno bombardiranje saškega obsednega topništva porušilo večji del mesta. Nekaj dni po predaji so zavezniki v Schwedtski pogodbi dosegli dogovor s Prusijo, ki naj bi mesto prevzela kot nevtralna okupatorska sila in ga v prihodnje obdržala proti plačilu 400.000 rajhstalerjev. Po plačilu te vsote so 6. oktobra 1713 pruske čete vstopile v Stettin. Junija 1713 je saška vojska začela tretjič oblegati Stralsund. Hkrati je na Rügenu pristala saško-danska vojska, ki pa se tam ni uspela za stalno usidrati. Zaradi ozkih grl v oskrbi in težav s koordinacijo so zavezniki oktobra spet nehali oblegati Stralsund.

### Vstop Prusije in Hannovra v vojno
Z izjemo Stralsunda in enklave Wismar je švedska Pomeranija zdaj bila v celoti v rokah Dancev, Rusov in Sasov, dele pa je zasedla Prusija kot nevtralna sila. Prusija je s svojo desetletno izglajevalno politiko do zaveznikov njehala, potem ko je Friedrich I. je podpisal Utrechtsko pogodbo, s katero se je končala španska nasledstvena vojna. Berlin je zato izkoristil priložnost, da se s sproščenimi četami vplete v zadnjo fazo nordijske vojne in uresniči svoj stari cilj, Švedsko izriniti z južne obale Baltika.
Po smrti prvega pruskega kralja februarja 1713 je njegov naslednik Friedrich Wilhelm I. nadaljeval z novo politiko.Sklenil je 22. junija 1713 z Dansko pogodbo, ki je načrtovala skupno zasedboi Zahodne Pomeranije in za Prusijo del južno od Peene. 6. oktobra 1713 sta se Rusija in Prusija dogovorili tudi, da Prusija dobi v upravljanje območje do Peene (skupaj z Usedomom in Wollinom). 12. junija 1714 so podpisali pogodbo, ki je Prusiji dokončno zagotovila, da bo prevzela del Zahodne Pomeranije. Isti namen je imelo 27. aprila 1714 sklenjeno zavezništvo med Prusijo in Hannovrom. Krog sovražnikov Karla XII. se je zaključil, ko je volilna kneževina Hannover, ki mu je Danska obljubila lastništvo Bremen-Verdena, novembra 1714 pristopila k rusko-pruskemu sporazumu. Volilni knez v Hannovrju je leta 1714 postal tudi kralj Velike Britanije in Irske. Po izročitvi Bremen-Verdena Hannovru je Prusija zaradi švedske okupacije Usedoma napovedala 1. maja 1715 Švedski vojno. 15. oktobra je vojno Švedski napovedal Hannover. Kraljevine Velike Britanije se vojna ni tikala, saj je šlo le za podedovano posest Georgea I.
Obe morski velesili, Anglija in Nizozemska, sta bili zaradi vojne zelo zaskrbljeni zaradi svojo trgovino v Baltiku. Ko je Karl XII. je svojim trgovcem ukazal, da prenehajo trgovati z vsemi sovražniki, je Anglija maja 1715 v Baltsko morje poslala britansko floto pod poveljstvom admirala Johna Norrisa, da zaščiti angleške in nizozemske trgovske ladje. Britanska flota se je tam združila z nizozemskimi vojnimi ladjami, zaradi česar je bila švedska mornarica v Karlskroni prisiljena ostati v pristanišču. Tudi anglo-nizozemska flota je sama aktivno posegla v vojno, saj se je med obleganjem Stralsunda julija 1715 danski mornarici pridružilo osem angleških in nizozemskih ladij.

### Vrnitev kralja
Leta 1714 se ni borilo ne za Stralsund in ne za Wismar. Sasi so se umaknili iz Pomeranije in Peter I. je bil zaposlen z osvajanjem Finske. Danska sama za novo kampanjo ni imela finančnih sredstev. Karl XII. je tudi v tej za Švedsko izjemno kritični situaciji zavrnil nekaj mirovnih ponudb. Potem pa, ko mu je postalo jasno, da Osmansko cesarstvo ni pripravljeno znova vstopiti v vojno proti Rusiji in ko je moral februarja 1713 po prepiru zapustiti svoj tabor v Benderju (današnja Moldavija), se je Karl po petnajstih dneh in nočeh v sedlu novembra 1714 vrnil v švedsko Pomeranijo. Poleg sultanovega namiga so ga k vrnitvi spodbudili tudi politični pretresi na Švedskem, ki so grozili, da bodo resno ogrozili njegovo vladavino. Meščani Stralsunda so ga navdušeno pozdravili, tako da je njegov cilj bil - ne glede na dejansko stanje - spodbuditi ljudi v Stralsundu, da obnovijo staro razmerje moči na Pomeraniji. Pod njegovim vodstvom je do 10.000 ljudi pospešeno širilo utrdbe. Poleg tega je spet ustanovil majhno vojsko, ki mu je bila predana, čeprav slabo opremljena.

### Zavzetje poslednjih švedskih trdnjav
Januarja 1715 je Karl zasedel XII. južno in vzhodno obalo Rügena, da zavaruje trdnjavo Stralsund. 23. februarja je zavzel Wolgast, ki ga je branila straža dvajsetih pruskih vojakov. 22. aprila so švedske čete pristale na otoku Usedom in presenetile majhen pruski odred.
Nato je Friedrich Wilhell I. izgnal švedskega odposlanca in dal navodila za začetek načrtovane pomeranske kampanje. Prusija je 1. maja 1715 napovedala vojno Švedski. Istega dne se je pruska vojska preselila v taborišče blizu Stettina, kjer se ji je štirinajst dni kasneje pridružil saški korpus 8000 mož pod generalom Avgustom Christophom von Wackerbarthom. Kralj Friedrich Wilhelm I je prevzel vrhovno poveljstvo pruskega kontingenta. Pod njim je poveljstvo imel feldmaršal princ Leopold I. von Anhalt-Dessau. V drugi polovici junija je danska vojska začela napredovati skozi Mecklenburg. Danski odred štirih bataljonov in dvanajstih eskadrilj pod poveljstvom generalpodpolkovnika Friedricha von Legardta je začel oblegati Wismar, drugo bazo Švedov na nemških tleh s posadko 2500 vojakov. Kralj Friedrich Wilhelm I. je okrepil oblegajoče enote z dvema bataljonoma in dvanajstimi eskadriljami pod poveljstvom generalmajorja Georgea Friedricha von der Albe. Oblegovalci so zdaj šteli približno 8000 mož. Na morju so danske ladje preprečevale dostop do Wismarja.
28. junija je prusko-saška vojska odrinila iz svojega taborišča pri Stettinu. Ne da bi naleteli na kakršen koli odpor, so Prusi prek pontonskega mostu v Loitzu in Sase pri Jarmenu prečkali Peene in se sredi julija pred Stralsundom združili z Danci. Danci so prečkali Recknitz blizu Damgartena pod poveljstvom feldmaršala Carla Rudolfa von Württemberga in pri tem prav tako niso naleteli na noben sovražni odpor.
Karl XII. je prej umaknil svoje preostale čete na Pomeraniji v Stralsund, ker zaradi številčne in kvalitativne premoči zavezniških sil ni želel biti odvisen od odločitve v poljski bitki. 12. julija 1715 so se tri zavezniške vojske združile pred Stralsundom in mesto začele oblegati. Danska mornarica, ki je prispela v celoti na bojišče, je avgusta 1715 v pomorski bitki pri Jasmundu premagala švedsko eskadriljo, ki je delovala v bližini Rudena ob izlivu Peene. V tej bitki na morju pomorske bitke je bila moč Švedov na morju razbita, njihova flota se je morala trajno umakniti v Karlskrono. Zavezniki so 17. novembra osvojili Rügen, zaradi česar je bil obleganega mesta postal skoraj brezupen. Po večmesečnem obleganju so se obkoljeni Švedi 23. decembra 1715 predali. V zadnjem trenutku je kralj Karl po srečnem naključju lahko z ribiškim čolnom pobegnil čez Baltsko morje na Švedsko. Obleganje Wismarja, kamor sta 2. novembra prispela 2 bataljona s štiri eskadriljami Hanoverjancev, se je zavleklo v zimo in je zaradi hudega mraza povzročilo velike težave oblegovalcem. Po desetmesečnem obleganju so 19 aprila 1716 pruske in hanoverjanske čete zavzele Wismar. S tem je padla tudi zadnja švedska posest v severni Nemčiji.

## Končna faza vojne (1716–1721)
Po vrnitvi na Švedsko je Karl XII. večkrat šel nad Norveško. V tem času je ruska mornarica prevladala nad Baltskim morjem in izvajala motilne napade po švedski obali. Na splošno pa so za končno fazo vojne bila bolj značilna diplomatska razhajanja med zavezniki kot pa vojaška dogajanja. Premik v razmerju moči, ki so ga povzročile ruske zmage nad Švedsko, so po evropskih dvorih zelo dobro zaznali in med uveljavljenimi evropskimi velikimi silami je sprožil strah pred morebitno rusko prevlado v Baltiku. Anglija se je izkazala za največjo nasprotnico prevlade ruske moči v severni Evropi. Ker je car Peter na Danskem, v Mecklenburgu in na Poljskem sem in tja vzdrževal velike kontingente vojaških sil, so se angleški usmeritvi pridružile Sveto rimsko cesarstvo, Nizozemska, Francija, Saška in Danska.
Karel XII. skušal napetosti med svojimi vojnimi nasprotniki izrabiti in se je o mirovnih sporazumih pogajal z obema stranema. Zgodovinarji dvomijo o resnosti teh korakov. Tako je Karl do konca verjel, da se bo za Švedsko vojna končala uspešno z vojskovanjem. Šele po njegovi smrti leta 1719 se je Švedska popolnoma obrnila k Angliji, sklenila mir z Dansko, Prusijo in Hannovrom ter upala. da s podporo Anglije dobi nazaj baltske province, ki so prišle v ruske roke. Zaradi nevarnosti nove vojne s Španijo pa sile niso bile pripravljene tvegati odprte vojne z Rusijo, tako da je Švedska ostala sama in je morala z Rusijo skleniti mir pod neugodnimi pogoji.

### Baltik postane evropsko vprašanje
Nadaljnja prizadevanja carja Petra I., da se zasidra v severni Nemčiji, so okrepila nezaupanje drugih zaveznikov, kar je povzročilo zamude in nesoglasja glede nadaljnjih korakov proti Švedski in tako podaljševalo vojno. Georg I., angleški kralj in volilni knez v Hannovru, je sicer podpiral Rusijo, da bi z Bremen-Verdenom osvojil kopenski most do Anglije, vendar pa se je tudi bal, da bo Rusija prevladala na Baltskem morju in je bil zato pripravljen spremeniti smer. Angleški strahovi so se zaostrili, ko je car Peter I. 19. aprila 1716 je z mecklenburškim vojvodo Karlom Leopoldom podpisal zavezniško pogodbo in mu pri tem ponudil tudi roko carske nečakinje Katarine Ivanovne 
. Tako je Rusija dobila bazo za vojsko na nemških tleh, Mecklenburg pa novo zaveznico proti Švedski. V zameno je vojvoda prejel pomoč proti svojim stanovom v sporu z viteškim redom. Pozimi 1716/17 je 40.000 ruskih vojakov postavilo svoje šotore v vojvodini Mecklenburg-Schwerin. Od takrat naprej je car igral pomembno vlogo v rajhovski politiki, tudi zaradi svojih družinskih vezi z Mecklenburgom. Angleški parlament je zdaj hotel, tako kot cesar Karl VI., preprečiti nadaljnji prodor Rusije na območje Baltskega morja, ker se je bal, da bi Rusija lahko da monopolizirala trgovino z Baltskim morjem. Po pritožbah stanov v Mecklenburgu, da njihov vojvoda dalje krši zakone, je cesar Karl VI. 1717 izrekel eksekutivni sklep proti Karlu Leopoldu Mecklenburškem.

### Nastanek protisruske alianse
Potem ko se je Karel XII. vrnil na Švedsko iz Stralsunda, je zavezniška nesoglasja izrabil za poskuse obnoviti svoj imperij s koncentriranjem sil proti Danski in Norveški. Pozimi 1715/16 je Karl načrtoval pohod čez zamrznjeno Baltsko morje od Skåne v Zelandijo. Vendar je bila zima blaga, tako da tega načrta ni bilo mogoče uresničiti. Zato se je odločil, da gre nad dansko norveško provinco. Uspelo mu je na Norveškem pod nadzorom Danske osvojiti Christianijo (današnji Oslo), ki so jo prebivalci zapustili, nato pa je šel nad Fredrikshald, vendar se je moral zaradi požiga svoje flote julija vrniti na Švedsko, tako da se je norveška kampanja leta 1716 končala neuspešno.
Invazija na Norveško je spodbudila København, da ponovno napade Švedsko. O načrtu skupne rusko-danske invazije se je že nekaj časa govorilo. Februarja 1716 je Peter I. na svojem drugem potovanju po Evropi v Altoni predstavil podroben načrt invazije. Ruske čete naj bi prepeljali v Sjaelland. Od tam naj bi skupaj z danskimi vojaki ob podpori britanske flote napadli Švedsko.
Diplomatski pretresi, ki so jih v glavnem povzročile ruske aktivnosti v Mecklenburgu, so motili načrt za invazijo in večale nezaupanje zaveznikov do carja. Po evropskih dvorih se je širil sum, da je Peter sklenil ločen mir s Švedsko in je načrte invazije hotel uporabiti le kot masko za širjenje ruskih oporišč v Nemčiji. Ko sta se Peter I. in Friedrich IV. 28 maja 1716 srečala v Hammu in Hornu blizu Hamburga, so načrte za invazijo še poglobili. Septembra 1716 je vojska s 30.000 vojaki na pruskih ladjah odplula iz Warnemünde v Mecklenburgu na Zelandijo. Tam je že stala danska vojska s 24.000 možmi. Dansko vojno floto, ki jo je sestavljalo 24 linijskih ladij, je okrepila ruska flota vojnih ladij in galer ter britanska in nizozemska flota. Zavezniška invazijska flota 67 linijskih ladij in fregat, je bila zdaj pripravljena na invazijo na Skåne. Potem pa je car, ki je bil ravno spet na potovanju po Evropi, presenetljivo odpovedal že načrtovan pristanek in s tem spet vzbudil nezaupanje zaveznikov, ki so še naprej sumili, da se je Peter I. samo želel zasidrati v rajhu. Potem ko carjev poskus med bivanjem v Parizu skovati francosko-rusko zvezo ni uspel, je diplomatska ofenziva Anglije Rusijo dokočno pripeljala v zunanjepolitično izolacijo. Georg I. je januarja 1717 sklenil trojno zavezništvo z Veliko Britanijo-Hannovrom, Nizozemsko in Francijo. Hannover in Danska sta izstopili iz nordijske koalicije. Marca 1717 je angleški parlament odobril uporabo flote za namene nove angleške zunanje politike. Zavezništvu treh se je avgusta 1718 pridružila Avstrija, ki je pravkar sklenila mir z Osmanskim cesarstvom.Tako ustanovljeno zavezništvo štirih se je razširilo z Dunajsko pogodbo januarja 1719, v kateri so Saška, Anglija-Hannover in Avstrija združile moči, da Rusijo izrinejo Poljske-Litve, ki je tam vzdrževala armado s 35.000 vojaki.

### Začetek mirovnih pogajanj med Rusijo in Švedsko
Medtem ko je leta 1717 prihajalo do diplomatskih pretresov, je leto vsem vojskujočim se strankam prineslo vojaški premor. Kljub vsem porazom in izjemni premoči svojih sovražnikov je kralj Karl nenehno razvijal nove ideje in načrte. Georg Heinrich von Görtz, Karlov najbližji svetovalec v zadnjih letih, je začutil priložnost, da doseže ločen mir z Rusi v zameno za proste roke za ponovne zasedbe v severni Nemčiji in na Danskem.
Na srečanju s carjem Petrom v Het Lou na Nizozemskem avgusta 1717 je Görtz lahko odpravil carjeve glavne zadržke glede zbliževanja, tako da so naslednje leto od maja 1718 na Alandskih otokih tekla mirovna pogajanja. Pogajalca sta bila Görtz in Carl Gyllenborg za Švede, Heinrich Ostermann in škotski general James Bruce sta zastopala Rusijo. Švedski načrt je bil, da Rusija obdrži vse svoje posesti, razen Finske, Norveška in Hannover pa naj preideta pod Švede. Poleg tega bi pristanek na Škotskem moral pripraviti vrnitev Jakobitov na tamkajšnji prestol.

### Kraljeva smrt
Nesoglasja med zavezniki so v Stockholmu porajala nova upanja na ugoden mirovni sporazum. Začetek nove norveške kampanje je imel namen, carju in Angležem pokazati na videz neprekinjeno moč Švedske. Medtem ko je Karl osebno šel z glavno vojsko na pohod proti Frederikshaldu, je general Armfeld z drugo divizijo moral prek Kiölena nad Trondheim, da prekine povezavo med deli države. Na Švedskem pa je pohod naletel na splošno neodobravanje. Država je bila na koncu, po ulicah Stockholma je bilo videti izstradane ljudi. Tudi mnogi častniki in vojaki so stradali, večji del švedske vojske pa je nosil strgane uniforme. Ko je kralja Karl XII. med obleganjem Frederikshalda 30. novembra jul. / 11. decembra 1718 greg. v prvih vrstah podrla danska krogla, je bila nordijske vojne v hipu več ali manj konec. Takoj po kraljevi smrti je njegov svak princ Friedrich prekinil obleganje in se z vojsko vrnil nazaj na Švedsko.
Tudi kampanja Trondheim se je končala v katastrofi. Ko je Armfeldt 12. januarja 1719 ob novici o kraljevi smrti ukazal umik na Švedsko, jih je na Öyfjell zajel tako silovit snežni vihar, da je 3.700 od 5.800 vojakov zmrznilo. 
S smrtjo Karla XII. je švedska linija hiše Wittelsbach po moški liniji izumrla. Za njim je na prestol prišla njegova sestra Ulrika Eleonore. Njeno kronanje je bilo odvisno od pogoja, ali bo sprejela novo ustavo, ki je razpustila absolutistično monarhijo in zakonodajno oblast prenesla na rajhstag spredstavniki štirih stanov (plemstva, duhovščine, državljanov in kmetov). Izvršna oblast je ležala v tajnem odboru prvih treh stanov. Na ta način je protiruska aristokracija ponovno dobila nadzor nad državno vlado, položaj moči, ki ga je obdržala več kot 50 let. Po odstopu žene je Friedrich von Hessen-Kassel, mož Ulrike Eleanore in svak Karla XII., dobil švedska krona, ostal pa je odvisen od cesarskega sveta. Z enim zamahom se je zunanja politika spremenila. Po nasvetu francoskih in angleških odposlancev so pogajanja z Rusijo prekinili; namesto tega je s posredovanjem Francije prišlo do mirovnih pogajanj z Veliko Britanijo, Hannovrom, Prusijo in Dansko. Rojevalo se je močno evropsko zavezništvo proti Rusiji, katerega obrisi so postali jasni, ko je cesar februarja 1719 hanovrski volilni kneževini ukazal, da naj pred dvema letoma sklenjeno rajhovsko eksekucijo izvede, in ko je 12.000 gvelfskih vojakov Vojvodo Karla Leopolda pregnalo iz Mecklenburga.

### Mir s Hannovrom-Anglijo, Prusijo in Dansko
Po dolgotrajnih pogajanjih je Švedska najprej sklenila mir s Hannovrom-Anglijo. Že leta 1718 se je švedski kralj strinjal, da bo odstopil le majhen del Bremen-Verdena, ne pa tudi celotnih vojvodin Bremen in Verden. Šele po njegovi smrti konec leta 1718 je bila prosta pot za obetavna mirovna pogajanja, ki so se začela maja 1719 v Stockholmu. Sporna vprašanja so bili višina pristojbine za predajo Bremen-Verdena, obseg prihodnjih izgub Švedske v Pomeraniji in uporaba angleške flote za zaščito Švedske pred ruskim ali danskim napadom.
Hkrati je bila Švedska pod močnim vojaškim pritiskom Rusije. 24 Maja 1719 je tako ruska flota doživela prvo zmago v bitki na odprtem morju pri Öselu. Peter I se je odločil, da se bo izkrcal v matično področje Švedske, da jo prisili k podpisu mirovne pogodbe. Avgusta 1719 je istočasno pristal južno in severno od Stockholma. V operaciji je sodelovalo 20 linijskih ladij proge, nekaj sto čolnov in desante enote s 26.000 vojaki. Med invazijo so porušili osem večjih mest, med drugim Norrköping, drugo največje mesto v tistih časih. Velikemu admiralu Apraksinu je car Peter ukazal požgati obalo Zahodne Botnije. Uničeno je bilo 13 mest, 361 vasi in 441 plemiških posesti.
Ruski napredek je pospešil švedske mirovne sporazume z drugimi nasprotniki. Novembra 1719 se je Danska prenehala boriti s Švedsko. S posredovanjem angleškega agenta Johna Cartereta, dne 22. Novembra 1719 se je vojna z Veliko Britanijo končala s predhodnim mirom v Stockholmu. Hannover je za plačilo enega milijona rajhstalerjev prevzel vojvodstvo Bremen-Verden in posredno obljubil angleško podporo Švedski. Odstop je bil dokončno priznan s Hamburško poravnavo leta 1729.
21. januarja jul. / 1. februarja 1720 greg. so po dolgotrajnih pogajanjih med Prusijo in Švedsko sklenili mir v Stockholmu. Prusija je Stettin, otoke Usedom in Wollin ter Zahodno Pomeranijo do Peeneja zadržala za finančno plačilo 2 milijona Rajhstalerjev. 3. julija jul. / 14. julija 1720 greg. sta Danska in Švedska po več kot osmih mesecih pogajanj končali vojno v Frederiksborškem miru. Danska je Rügen in Zahodno Pomeranijo severno od Peeneja ter Wismar vrnila Švedski, ki je za to plačala 600.000 talarjev in se v Sundu odpovedala carine prosti plovbi. Danska je vojvodi Karlu Friedrichu vrnila le holsteinske dele zasedenega Gottorfa, medtem ko je bil ves Schleswig zdaj združen pod dansko krono.
V tem času je Anglija zgradila veliko koalicijo proti Rusiji, vendar to ni bilo dovolj za konec vojne na severu. Prusija in Saška sta kazali znake, da se oddaljujeta od Velike Britanije in spet bližata carju.. Cesar na Dunaju je postal nemiren tudi zaradi nadaljnje prisotnosti gvelfskih čet v Mecklenburgu.

### Mir z Rusijo
Odločitev Anglije, da bo svojo floto, ki pluje po Baltskem morju pod poveljstvom admirala Norrisa, usmerila proti Rusiji, je ostala za pričakovanji. Angleške eskadrilje niso mogle slediti ruskim ladjam v Finski zaliv. Angleški floti tudi ni uspelo preprečiti ruskih napadov na švedsko celino. 7. avgusta 1720 je švedsko eskadriljo v pomorski bitki pri Grönhamu premagala ruska enota, leta 1721 pa je sam Stockholm pred ruskim napadom rešil šele prihod britanske flote. Britanija je zdaj doumela, da ni sposobna oblikovati učinkovite vojne koalicije proti Rusiji. Prusija se je držala stroge nevtralnosti, druge britanske pobude na sodiščih na Dunaju in v Varšavi pa so bile tudi neuspešne. Tako je tudi Združeno kraljestvo zahtevalo, da se čim prej začnejo mirovna pogajanja z Rusijo. Zaradi špekulativne krize sedaj tudi britanski kralj George I. Švedov ni več mogel finančno podpirati. Tako Švedski, ki je ostala brez podpore, ni preostalo drugega, kot da po francoskem posredovanju začne aprila 1721 v Nystadu, majhnem finskem mestu nedaleč od Åbo, neposredna mirovna pogajanja z Rusijo.
10. septembra 1721 je Švedska v mirovni pogodbi iz Nystada Rusiji odstopila območja Ingria, Livonije, Estonije, otokov Ösel in Dagö ter Južne Karelije. V zameno je dobila nazaj Finsko, ki jo je Peter I. osvojil leta 1714. Poleg tega je Rusija plačala Švedski odškodnino v višini 2 milijonov rajhstalerjev. Švedska je dobila pravico, da vsako leto v Rigi, Revalu in Arensburgu kupi brezcarinsko žito v vrednosti 50.000 rubljev; izjema so bila leta slabe letine.
Med mirovnimi pogajanji ob koncu vojne je kraljica Ulrika Eleonora 7. Januarja 1720 tudi Avgustu Močnemu ponudila premirje. V svoji ponudbi je namenoma uporabila naziv "Friedrich August" in s tem nakazala, da Švedska tudi po ponovni izvolitvi leta 1710 saškega volilnega kneza še vedno ne priznava za poljskega kralja. Čeprav je Avgusta II. upal, da se bo priznanje njegovega poljskega kraljevskega dostojanstva združilo z revizijo miru v Altranstädtu, do tega ni prišlo. Saška-Poljska, čeprav je bila aktivna vojna stranka, ni bila vključena v mirovne sporazume, ki so končali veliko severno vojno. VDo vzajemne potrditve dejanskega stanja miru med Saško in Švedsko je prišlo šele aprila 1729. Poljski sejm se je že pred tem leta 1726 v Grodnu odločil za mirovne pogovore s Švedsko in za potrditev prejšnjih mirovnih sporazumov, predvsem pogodbe iz Olive. Po začetni izjavi o nameri leta 1729 so se spet začela pogajanja, med katerimi sta Švedska februarja 1730 in Poljska septembra 1732 predložili osnutke, ki so privedli do dvostranske mirovne izjave.

## Posledice in vplivi vojne
Velika severna vojna je povzročila temeljni premik v odnosih med evropskimi silami. Švedska je izgubila posesti v baltskih državah in Nemčiji (z izjemo Wismarja in Zahodne Pomeranije severno od Peeneja), zaradi česar je prišlo v ustjih Weserja in Labe do revizije Vestfalskega miru s prodorom Nemčije na morje. Posledično je Švedska izgubila položaj velike nordijske velesile, četudi nekateri na Švedskem tega niso hoteli priznati - leta 1741 je začela vojno proti Rusiji, ki se je ponovno končala s katastrofo. Na Švedskem je do leta 1772 sledilo tako imenovano obdobje svobode - oznaka, ki kaže na zmago nad kraljevim absolutizmom. Odtlej so besedo imeli stanovi.
Švedsko je kot glavno nordijsko velesilo zamenjalo Rusko cesarstvo, ki se je ne samo postalo nova velesila v Baltskem morju, ampak je igralo tudi odločilno vlogo pri preurejanju Evrope. Severna vojna pa je od ruskega ljudstva zahtevala največje žrtve. Včasih je za vojno šlo 82 odstotkov državnih prihodkov. Samo med letoma 1705 in 1713 je bilo deset naborov, v katerih so poklicali 337.000 ljudi k orožju. Pogoji službe so bili tako slabi, da je med severno vojno zaradi bolezni umrlo 54.000 ruskih vojakov, v primerjavi s približno 45.000 smrtno ranjenimi. Petrova nova prestolnica, Sankt Peterburg, je bila zgrajena na Baltskem morju, zaščitena s širšimi obalnimi območji - razvoj, ki ga je morska sila Velika Britanija, zaskrbljena zaradi svoje trgovine z Baltskim morjem, ni rada videla. Sredi vojne je Peter Veliki postavil temelje Rusije kot velesile; da to poudari, je rusko carstvo preimenoval v "Rusko cesarstvo" in uradno spremenil svoj naziv iz "carja" v "cesarja" (Император, Imperator). Po stoletjih odtujitve, ki jo je povzročila mongolska oblast, je Rusija spet postala sestavni del evropskega sistema držav in zavezništev.
Vojna je odločila tudi o usodi Estonije in Livonije. Livonija, ki je odtlej pripadala Rusiji, je lahko nekaj časa ohranila svojo notranjo avtonomijo. V miru iz Nystäda leta 1721 je cesar Peter posestva obdaril s privilegiji, ki jih zavezuje mednarodno pravo, kar so potrdile vsi carji in cesarice do Aleksandra II. (1855). Privilegiji so med drugim: svoboda prepričanja, nemška uprava, nemški jezik, nemška zakonodaja. Estonija, Livonija in Kurlandija (od leta 1795) se zato imenujejo tudi "nemške" baltske ruske province.
Hkrati z vzponom Rusije sta Poljska in Litva drseli v politično anarhijo (ki jo simbolizira Liberum Veto) in pod vpliv ruskega cesarstva. 1768 je de jure postala ruski protektorat in leta 1795 so si jo sosedje (Prusija, Avstrija in Rusija) v celoti razdelili. Dežele Belorusije, ki je pripadala Litvi, je severna vojna popolnoma opustošila. Ruska vojska je deželo zapustila šele leta 1719. Kmetijstvo, obrt in trgovina so ležali na tleh. Zaradi kuge je umrlo na tisoče ljudi, tako da se je prebivalstvo Belorusije zmanjšalo za skoraj tretjino. Leta 1700 je imela 2,2 milijona prebivalcev, leta 1721 samo še milijon in pol.
Propad Švedske in Saške-Poljska-Litva pa je Brandenburg-Prusijo rešil dveh močnih potencialnih nasprotnikov v področju in sovpadal z njenim vzponom v politiki moči, četudi je Švedska po britanskem posredovanju lahko obdržala severni del švedske Pomeranije in pod vplivom Anglije oblikovala protiutež proti Brandenburgu. Potem ko sta se med Severno vojno Rusija in Prusija povzpeli na lestvici politiki moči sta v naslednjih stoletjih skupaj s Francijo, Avstrijo in Veliko Britanijo dokončali pentarhijo velikih evropskih sil.
Danska je vojno končala rahlo okrepljena. Na tej podlagi je prišlo do kompromisa med Dansko in Švedsko, ki sta v preteklem stoletju tolikokrat borilemed seboj.
Poleg včasih drastičnih učinkov vojne na posamezne države je celotno področje Baltskega morja med nordijsko vojno vojne v letih od 1708 do 1712 prizadela obsežna epidemija kuge (prim. Velika kuga v Prusiji). Začelo se je z epidemijo na Poljskem, v nekaj letih pa je kuga dosegla smrtonosno dinamiko, ki je segla vse do Stockholma. Glavni katalizator kuge je bila velika severna vojna, v kateri so se velike množice ljudi prelivale med deželami severne in vzhodne Evrope in s sabo nosile klice bolezni.

## Spomin in podobe zgodovine v nacionalnih zgodovinopisih
Čeprav gre za isti zgodovinski dogodek, v državah, ki jih je prizadela vojna, na veliko severno vojno pogosto gledajo zelo različno. Ker ima vsaka država svojo kulturo spomina. Nacionalne zgodovine različnih sosednjih držav niso bile zgolj povzetki (drug poleg drugega), temveč kažejo - z različnimi poudarki - s strukturo povezano umevanje področja in spoprijem z vrednotenjem vojne. Baltsko morje je zgodovinsko spenjalo širšega področja severovzhodne Evrope in je pomagalo dogajanja oblikovati v okviru epohe in jih zgostiti v zgodovinsko prostorsko identiteto. Poročanje o veliki severni vojni, ki je zaplete in razplete večjemu delu prebivalstva zunaj vojnih območij naredilo dostopne, je bilo pomembno za razvoj zgodovinske podobe.
Ne glede na razlike v obdelavi zgodovinskih dogodkov, značilne za posamezno državo, je spomin na severno vojno ostal tesno povezan z dvema imenoma, ki vedno navdušujeta svet in potomstvo. En je videti kot velika podoba iz preteklosti, drugi kot slika novih časov, eden velja za bleščečega in tragičnega junaka, drugi pa za strastno superiornega državnika: Karl XII. Švedske in Peter I. Rusije.
- Finska: na začetku 18 stoletja je Finska prvič v celoti postala gledališče vojne. Med veliko severno vojno je Rusija zasedla Finsko in vzhodni del švedskega cesarstva. Ta okupacija je skozi naslednja stoletja ostala v skupnem spominu Finske kot grožnja in je lebdela v mislih številnih Fincev, zlasti med drugo svetovno vojno, (prim. Zimska vojna in nadaljevalna vojna). Razprave o ruski okupaciji so se pojavile zlasti v obdobju med svetovnima vojnama, ko so Rusijo razglasili za dednega sovražnika Finske. Po drugi svetovni vojni, v časih "prijateljstva in sodelovanja" med Finsko in Sovjetsko zvezo take raziskave niso bile več primerne.[135]
- Latvija: nasprotno je švedska doba, ki se je končala s koncem vojne v Latviji, predstavljala pretežno pozitiven okvir za latvijsko zgodovinopisje. Obstaja pa kontrast med latvijskim in nemško-baltskim pogledom na zgodovino. Medtem ko so Latvijci obdobje do leta 1721 obravnavali kot "svetlo dobo", so baltski Nemci naslikali precej negativno sliko, ki je v ospredje postavila konflikte Švedske z nemškim viteštvom. Po drugi strani pa je v latvijski javnosti švedski dominij postal pozitiven mit. Predvsem tisti, ki so šli v izgnanstvo po letu 1945, so še naprej širili prijateljsko podobo, medtem ko je bilo v sovjetsko-latvijskem zgodovinopisju poudarjeno vključevanje Livonije v imperij Petra Velikega in zlasti po letu 1953 pozitiven prikaz švedske dobe kot obrekovanje zgodovine s strani latvijske buržoazije. Od leta 1991 velja zgodnje moderno obdobje in s tem tudi preobremenjenost s Švedsko in severno vojno v latvijskem zgodovinopisju za pastorka.[136]
- Estonija: Pod švedsko vlado je bila Estonija prvič v njenih mejah združena z osrednjo silo. Obdobje švedske vladavine so po mnenju Estoncev dobri stari švedski časi. Ta idealizirana oblika je nastala iz kmetom prijaznih zemljiških reform v 17. stoletju. in kasnejših izkušenj Estonije. Veliko lakota in smrt Karla XI. sta napovedovali hude čase. Vojna, kuga in naraščajoči plemiški privilegiji na račun kmečkih pravic so bili razlogi, da so se ljudje v Estoniji v 19. stoletju nostalgično spominjali švedskih časov, ki so se za vedno končali leta 1710.[137]
- Švedska: Tudi na Švedskem se je v kolektivnem spominu začela široka in različna obdelava velike severne vojne, njenega tragičnega kralja in konca obdobja velike moči. O švedsko-baltskem imperiju in o njegovem koncu je v švedskem zgodovinopisju 19. stoletja prevladovala paradigma, ki je delno ohranila svojo veljavo do danes. Tako je bila zgodovina Švedske zgodovina kraljev. Iz načina, kako kdo ocenjuje vlogo Karla XII., je bilo mogoče ugotoviti, ali oseba pripada politični levici ali desnici. Posledica tega so bile nasprotujoče si, vendar tudi prelivajoče se podobe zgodovine, ki so nudile stične točke številnim švedskim političnim taboriščem. Nazadnje sta se leva in desna perspektiva združili in spojili posamezne rečne rokave zgodovinske dediščine, kar je okrepilo notranjo kohezijo Švedske, ne da bi pri tem spodbujalo revanšizem. Ta akademska razlaga preteklosti se je sčasoma skozi šole, vojaške tradicije, spomenike in praznike prelila v kolektivni spomin. Rezultat je slika Karla XII. kot špartanskega kralja bojevnika, ki ga podpirajo zvesti, zavzeti in potrpežljivi podložniki, pripravljeni prenašati strašno trpljenje. K razvoju te zgodovinske podobe je prispevala tudi literatura v medvojnih letih prve in druge svetovne vojne. Oblikovale so jo junaške podobe naroda, katerega moč in ponos sta temeljila na revščini in porazu.[138]

- Ukrajina: Medtem ko so na Švedskem glede severne vojne prišli do sinteze različnih stališč, sta se v Ukrajini razvili dve nasprotni stališči, ki si do danes nezdružljivo nasprotujeta. Odločilna razprava se vrti okoli prestopa Ivana Mazepe, ki se je do leta 1708 na ruski strani boril proti Švedski, nato pa prestopil na švedsko stran. Skupaj s 3000 drugih Kozakov je umrl v bitki pri Poltavi na strani Švedov. Ivan Mazepa na bankovcu za 10 grivn, 2003Na začetku 20. stoletja so o tej spremembi strani razpravljale nacionalistične skupine v zahodnem delu države. Po njihovem mnenju je Mazepa želel rešiti kozaško demokracijo pred posegom centralistične ruske države. V njem so vdeli ukrajinskega narodnega heroja in vzor za neodvisnost od Sovjetske zveze. Proruska stran je naslednja desetletja in stoletja v Mazepi videla izdajalca carja Petra. Današnje ukrajinsko zgodovinopisje išče pozitivne povezave z Mazepo kot zgodovinsko osebnostjo. Prikazuje ga kot prvega zahodno mislečega voditelja Ukrajine. Kot razlog za prestop na švedsko stran navajajo odklanjanje Petra, da bi Mazepi pomagal proti Poljski, inj dogodke leta 1708, ko je umikajoča ruska vojska kot del taktike ožgane zemlje opustošila številne ukrajinske vasi.[139]
- Rusija: Uspeh ruskega orožja, teritorialna širitev države in večji mednarodni položaj Ruskega imperija z zmago v severni vojni so v izobraženih slojih Rusije 18. stoletja porajali ponos in domoljubna čustva.[140]